# Viola (strumento musicale)
La viola è uno strumento musicale cordofono della famiglia del violino, nella quale occupa il posto del contralto-tenore, con una tessitura intermedia tra il violino ed il violoncello. Il termine è stato usato, non sempre in maniera precisa, per riferirsi a vari strumenti: la viola nel senso moderno del termine nasce assieme alla famiglia del violino, giungendo a maturazione non più tardi del 1535
Lo strumento è simile al violino, ma più grande di circa il 15-20% e, a differenza di quest'ultimo, non ha una taglia standard. Ha quattro corde accordate per quinte, una quinta sotto il violino (dunque: Do2, Sol2, Re3, La3) 
rispetto al quale ha anche un timbro più profondo e meno brillante; risulta quindi un'ottava sopra il violoncello. La tecnica della mano sinistra e dell'arco sono simili a quelle per il violino e la chiave musicale di lettura utilizzata solitamente è quella di contralto, all'occorrenza è impiegata anche quella di violino. Il musicista che suona la viola è detto violista.
La viola è impiegata principalmente nella musica classica, sia come strumento solistico (anche se è meno comune in questo ruolo rispetto ad altri strumenti della sua famiglia, come il violino o il violoncello), sia in orchestra, nel quartetto d'archi e in svariate formazioni cameristiche. Lo strumento ha un ruolo significativo nella musica tradizionale di alcuni paesi europei, in particolare nella cultura ungherese e rumena, mentre si tratta di uno strumento non comune nella musica leggera, nel rock o nel jazz.

## Materiali, componenti e costruzione
Per forma, materiali impiegati, componenti e costruzione la viola è analoga al violino.

## Dimensioni

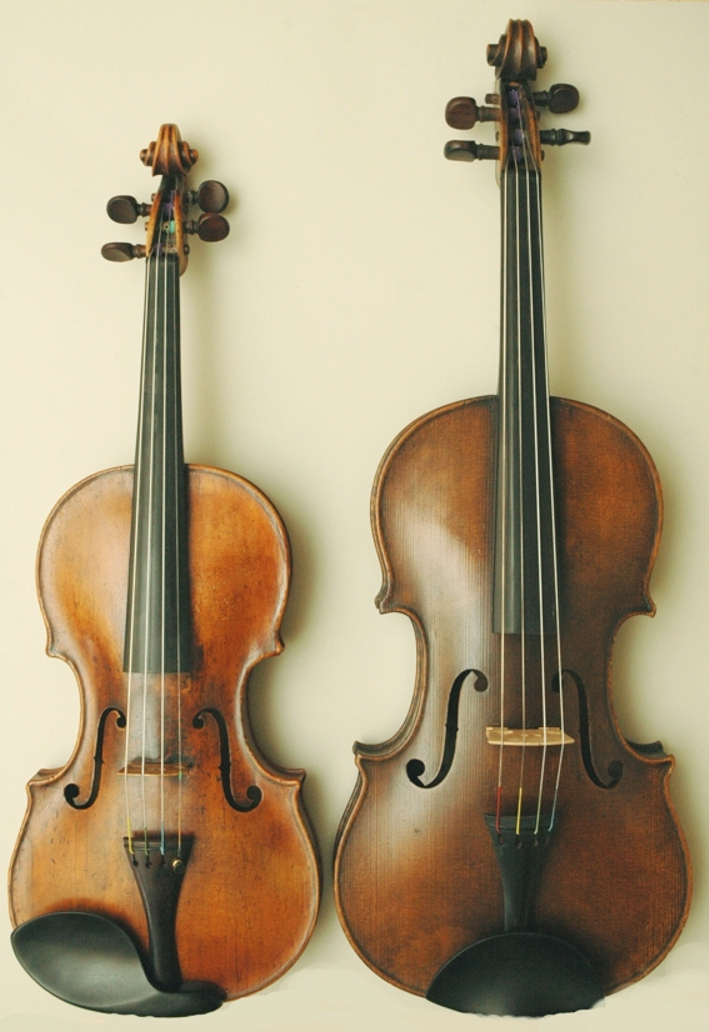
Viola di 40 cm (a destra) rispetto ad un violino (a sinistra).

La viola ha le forme e le proporzioni di un violino su scala maggiore, ma dal punto di vista acustico non può semplicemente essere definita come "un violino più grande". Cecil Forsyth, ad esempio, apre il capitolo sulla viola nel suo trattato di orchestrazione definendola "un violino più grande, ma non sufficientemente grande". Mentre, infatti, le misure e proporzioni ideali del violino sono state trovate empiricamente dai primi grandi liutai (come Andrea Amati e Gasparo da Salò), non è stato possibile fare altrettanto per la viola che, per sostenere adeguatamente il registro sul quale è accordata (una quinta più in basso del violino), avrebbe bisogno di una cassa più grande di circa il 50% rispetto a quest'ultimo (ovvero lunga circa 53 cm), risultando impossibile da suonare a spalla alla maniera del violino. Questo problema di acustica ha causato l'assenza di definizione di una dimensione standard per la viola e la continua ricerca di un compromesso tra sonorità e praticità d'uso.
Gli strumenti di grandi dimensioni (oltre i 42–43 cm) sono piuttosto scomodi da suonare, mentre quelli più piccoli solitamente non hanno sufficiente profondità di suono nel registro grave; per tale motivo, anticamente le viole venivano realizzate principalmente in due diverse taglie, contralto e tenore, che coprivano differenti registri nell'insieme degli archi. Il contralto era accordato sulle stesse note della viola moderna, mentre l'accordatura della viola tenore è maggiormente dibattuta: si ritiene che "contralto" e "tenore" indicassero due registri compositivi riferiti a strumenti accordati alla stessa maniera, ma anche che talvolta il tenore potesse essere accordato su un registro più grave di una quarta o una quinta rispetto al contralto. Nonostante l'estensione del tenore fosse già coperta da altri strumenti della famiglia (la viola contralto e il bassetto), nel Seicento uno strumento simile era fondamentale dal punto di vista sonoro, in quanto la tecnologia costruttiva delle corde prevedeva solo l'impiego di budello, spesso non rivestito, con il quale non si riuscivano a realizzare bassi soddisfacenti su strumenti piccoli poiché il calibro delle corde sarebbe stato troppo alto, rendendole rigide e quindi poco sonore e povere di armonici. Per tale motivo, era necessario costruire strumenti con una maggiore lunghezza della corda vibrante, per ottenere bassi più sonori rispetto alle viole contralto ma su strumenti più agili rispetto al basso di violino.

Due tecniche per ridimensionare una viola tenore: alle estremità o nella sezione centrale.

Dalla fine del Seicento la taglia di tenore è stata abbandonata, grazie anche agli sviluppi della tecnologia cordaia che hanno migliorato la qualità dei bassi su strumenti più piccoli ed essendo troppo scomoda per suonare le parti tecnicamente più elaborate che venivano scritte per la viola all'epoca. Alla fine del Settecento una viola sopra i 40,5 cm era ritenuta grande, e una sopra i 43 cm era considerata troppo grande per essere utilizzata. Diversi tenori costruiti nel secolo precedente, le cui misure andavano dai 43 ai 50,8 cm, sono stati quindi ridimensionati per poter essere riutilizzati nella pratica musicale dell'epoca. Il lavoro di riduzione richiedeva il taglio di parte del fondo e del piano armonico, con il conseguente riadattamento degli zocchetti e l'accorciamento delle fasce. Si trattava di un lavoro molto delicato, che richiedeva grande perizia per non rovinare irreparabilmente la qualità acustica dello strumento, e molte viole tenore sono state danneggiate irreversibilmente da liutai incompetenti nel tentativo di renderle commerciabili. Per la riduzione del piano e del fondo la tecnica più comune prevedeva di tagliare due falci di legno dalle due estremità; più raramente invece si rimuoveva una striscia di legno dalla sezione centrale, anche se questa tecnica era molto più delicata e rischiosa e lasciava in genere segni molto più evidenti dell'avvenuto intervento.
Nel corso della storia seguente, sono state costruite viole di varia misura: la cassa armonica dello strumento ha lunghezza che varia, salvo rare eccezioni, tra i 38 e i 46 cm, le misure più comuni sono tra i 41 e i 43 cm. Gli strumenti da studio per i bambini partono solitamente dai 30 cm (dimensioni di un violino da 1⁄2), ma se si ha necessità di strumenti ancora più piccoli si usa in genere un violino di frazione ridotta accordato come una viola. Le viole di piccole dimensioni (da 38 a 40 cm) hanno una voce nasale ma più brillante, che ne esalta il registro acuto; quelle grandi (da 40 a 44) un timbro caldo e rotondo, che ne enfatizza il registro grave.
Le differenze tecniche sono notevoli fra strumenti di misura piuttosto differente, ad esempio tra una viola tenore del Seicento (45–48 cm) e una viola contralto o una tipica viola moderna (39–42 cm), al punto che a volte è difficile considerarli lo stesso strumento. La lunghezza delle corde incide infatti molto sulla loro responsività e quindi sull'impiego dell'arco, mentre le diteggiature sono anch'esse condizionate dalle dimensioni di corde, manico e tastiera, che quando sono elevate rendono impraticabili le estensioni e portano a un maggiore uso della mezza posizione, e dall'altezza delle fasce, che influisce sulla comodità nelle posizioni più alte. Storicamente i liutai costruiscono strumenti di varie misure cercando un compromesso tra le caratteristiche sonore dello strumento e la comodità esecutiva, anche a seconda delle caratteristiche fisiche del musicista; vari esperimenti sono stati condotti, nel corso della storia, nel tentativo di progettare nuovi tipi di viola che con forme e proporzioni innovative riuscissero a conservare i vantaggi sonori di uno strumento grande limitandone al contempo la scomodità fisica.

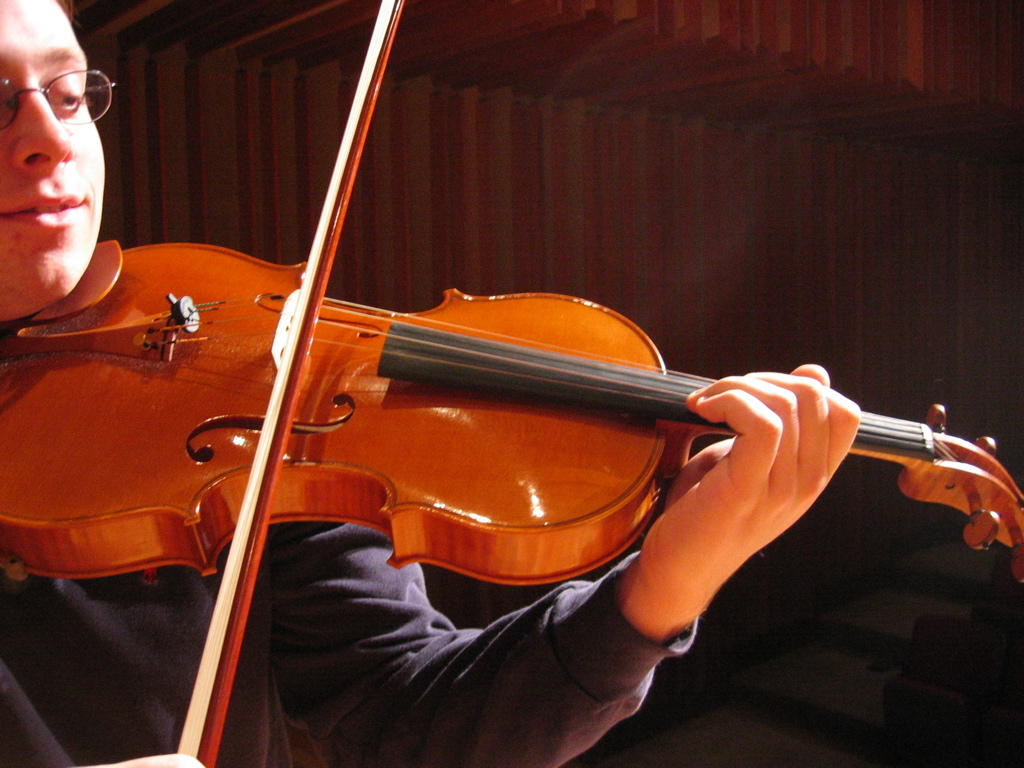
Viola di 43 cm.

Per quanto riguarda invece gli strumenti tradizionali, vi sono diverse scuole di pensiero su quale sia la dimensione più opportuna. Tertis preferiva viole di grandi dimensioni, non inferiori ai 43 cm, ed era contrario all'uso di strumenti piccoli. Altri grandi violisti, come Primrose, erano meno severi sulla dimensione dello strumento, riconoscendo che non si potessero avere pretese sonore da strumenti troppo piccoli ma evidenziando anche i problemi degli strumenti troppo grandi, come l'impossibilità o la grande difficoltà nell'eseguire passaggi tecnici particolarmente complessi e il rischio di andare incontro a problemi muscolari alla mano e al braccio sinistro. Primrose indica come limite minimo una misura che non sia inferiore a quelle usate da Stradivari o Guarneri e come misura da non superare, se non con particolare attenzione, quella di 43 cm. Robert Dolejší, per gli stessi motivi, indica come compromesso "ideale" le viole tra 42 e 43 cm.
Nel febbraio del 1959 l'Associazione nazionale Liuteria Artistica Italiana ha eseguito un sondaggio, chiedendo a musicisti, professori, liutai e compositori quali fossero le dimensioni di viola preferite. Il questionario ha ottenuto 200 risposte: 186 di esse erano favorevoli a una dimensione minima di 42 cm (tra cui tutti i compositori e tutti i direttori), di cui 13 prediligevano strumenti di almeno 42,5 cm, 4 di almeno 43 cm, 2 tra i 44 e i 46 cm e un professore di viola preferiva la misura di 48 cm.

## Corde e accordatura

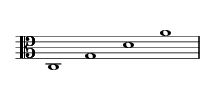
Le note sulle quattro corde vuote della viola.

La viola monta usualmente quattro corde, accordate per quinte. Analogamente al violino, le corde vengono numerate dalla più acuta alla più grave e sono accordate come segue:
- 1° corda: La3
- 2° corda: Re3
- 3° corda: Sol2
- 4° corda: Do2

Il la viene fissato al pirolo in basso a destra, quindi le altre corde seguono in ordine di altezza discendente in senso antiorario. Alcuni violisti preferiscono scambiare i piroli della III e IV corda, per evitare di piegare al capotasto la corda più spessa, il do, con un angolo troppo pronunciato. Come le altre misure dello strumento, anche la lunghezza della porzione di corda vibrante della viola non è standard: per le viole di grandi dimensioni (circa 42,5 cm) tipicamente si aggira intorno ai 38,5 cm.

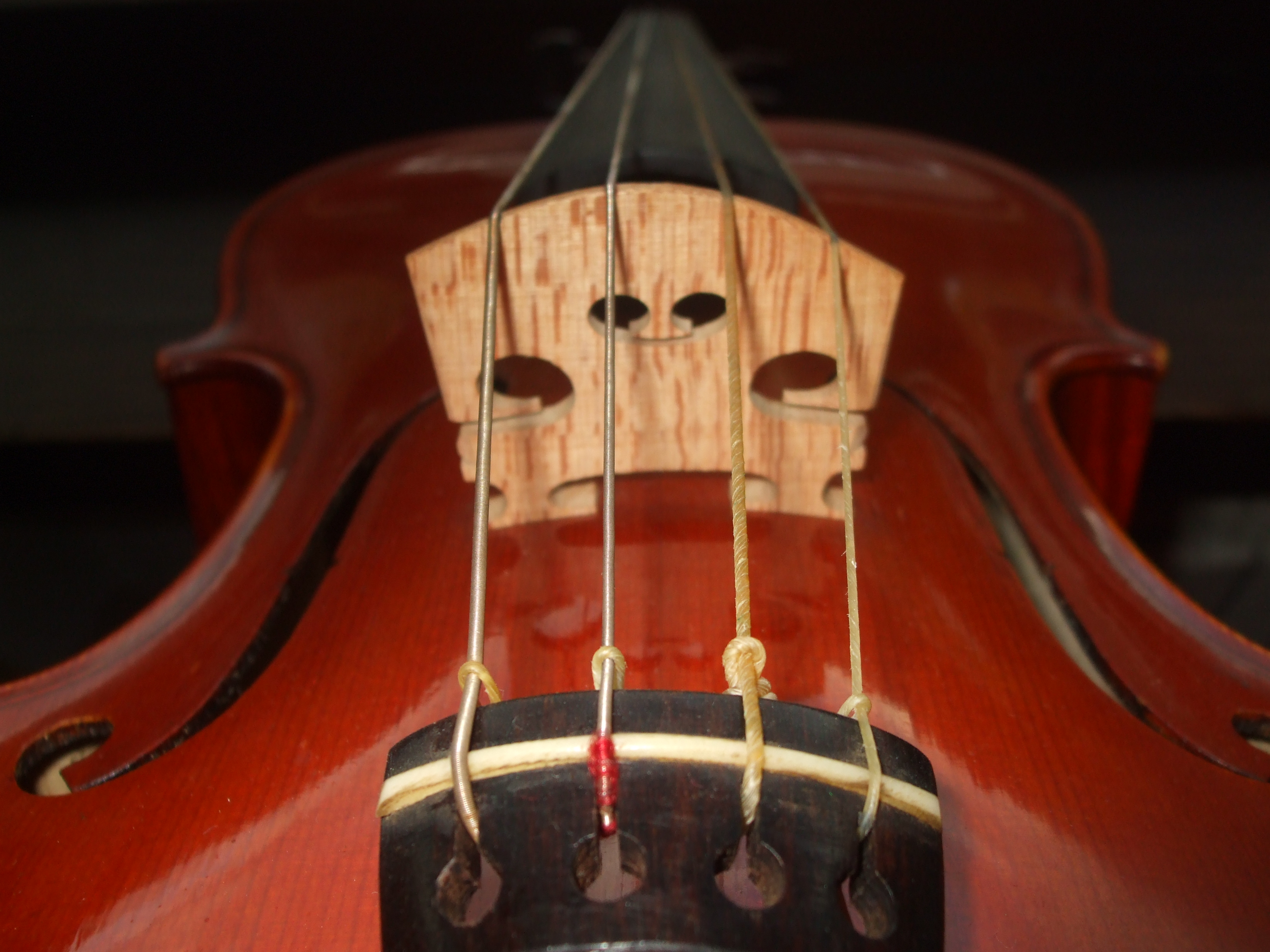
Dettaglio del ponticello di una viola visto dalla cordiera. Le corde vanno dal do al la da sinistra verso destra. Si nota la curva, più bassa nella zona delle corde acute (destra), e le corde, il la e il re in budello nudo, il sol e il do in budello filato in argento, fissate alla cordiera con un nodo.

Benché la viola abbia tre corde intonate in comune con il violino, il timbro e il carattere dei due strumenti sono molto differenti. Con le parole di György Ligeti:
(György Ligeti, prefazione alla sonata per viola sola)

### Tipi di corde

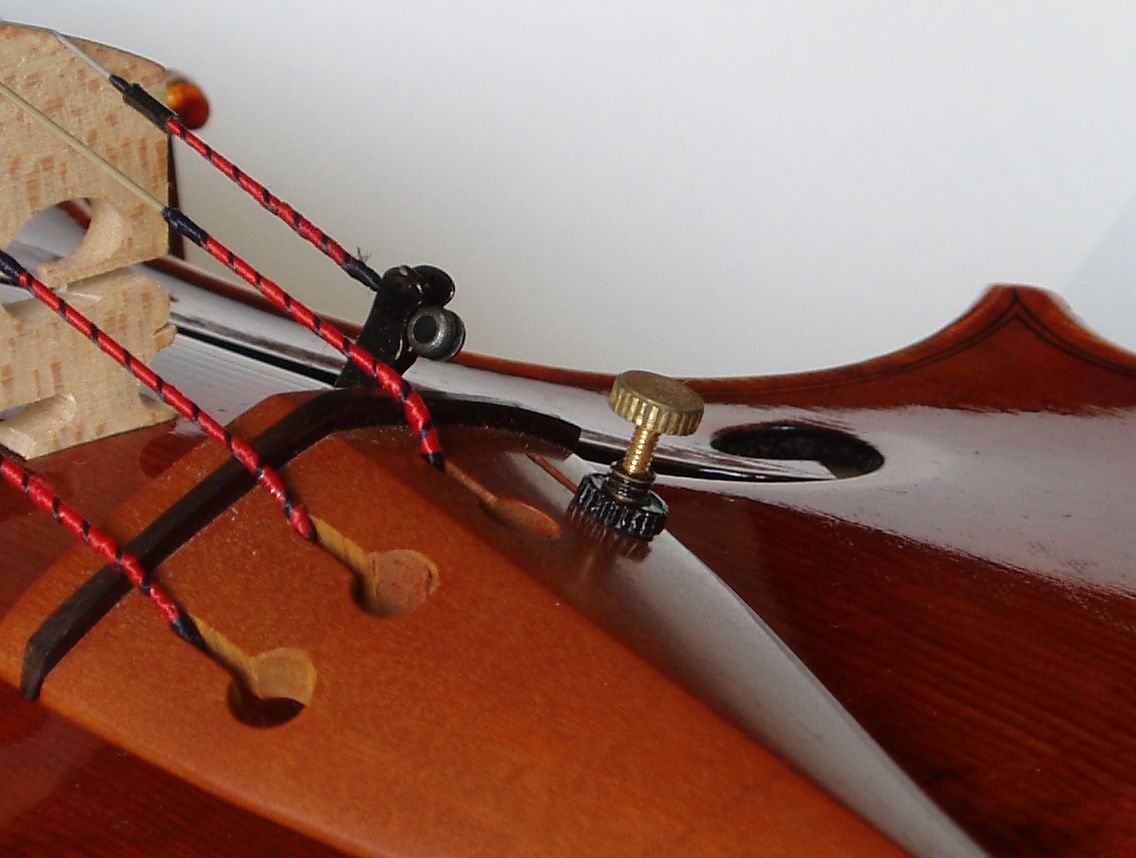
Tiracantino sulla prima corda di una viola, montato su una cordiera di tipo Hill.

Le corde possono essere di diverso tipo. Anticamente erano realizzate in budello animale, ricavato tipicamente dall'intestino di agnello. Verso la metà del XVII secolo viene introdotta, probabilmente nel bolognese, la tecnica di filatura (o fasciatura) delle corde in budello con un filo metallico (tipicamente argento), che permette di aumentarne la densità lineare (e quindi abbassarne l'intonazione) mantenendo un calibro contenuto e quindi avendo corde meno rigide e più responsive. L'utilizzo della quarta corda fasciata sulla viola era comune almeno a partire dal XVIII secolo, e dal secolo successivo anche la fasciatura della terza corda; nelle mute moderne tipicamente tutte le corde sono fasciate.
Alla fine del XIX secolo sono state introdotte le corde in acciaio armonico (inizialmente solo il mi del violino, gradualmente anche le altre), la cui diffusione è stata però abbastanza limitata fino alla prima guerra mondiale, durante la quale vi era difficoltà nel reperire materiale di qualità per la fabbricazione di corde in budello. Negli anni settanta del XX secolo sono state introdotte le corde in materiale sintetico (tipicamente perlon o polimeri simili), che hanno un suono più morbido rispetto all'acciaio e una buona tenuta dell'accordatura, offrendo un compromesso pratico fra la sonorità del budello e la praticità dell'acciaio.
Al giorno d'oggi si usano mute di corde per viola di tutte le precedenti tipologie (acciaio o sintetico fasciati, con anima a filo singolo o più fili intrecciati, budello fasciato o budello nudo), talvolta miste (tipicamente la prima corda in acciaio con le tre corde basse in sintetico o in budello fasciato). Per le esecuzioni filologiche di musica barocca e classica si impiegano tipicamente mute storiche con corde in budello nudo o fasciato.

## Arco

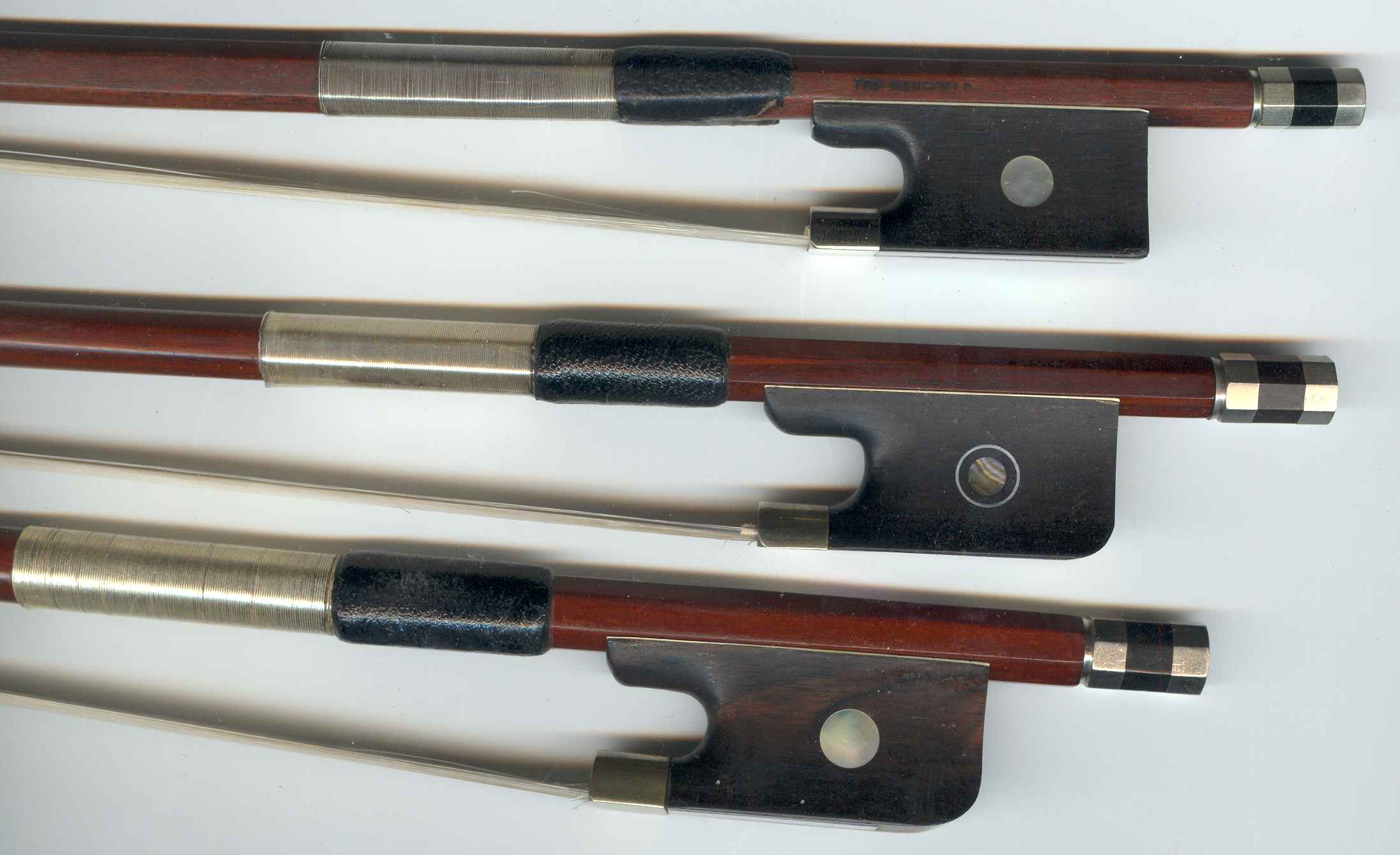
Dall'alto verso il basso, tre talloni di archi per violino, viola e violoncello rispettivamente.

L'arco da viola è tecnicamente analogo, nella meccanica della curvatura, a quello da violino, dal quale differisce principalmente per il maggiore peso (68-74 g, contro i 58-61 g dell'arco da violino). La lunghezza della bacchetta è analoga, il fascio di crini è solitamente più consistente e tipicamente il nasetto ha lo spigolo posteriore maggiormente arrotondato rispetto all'arco da violino (che ha invece uno spigolo vivo) ma meno rispetto a quello da violoncello.

### Tecnica d'arco
La tecnica d'arco è influenzata dal maggior peso della bacchetta, dalla minore responsività delle corde, dal punto di contatto dell'arco con la corda (meno prossimo al ponticello) e dal maggior peso richiesto per sostenere il suono. Inoltre, poiché lo strumento è più grande, l'arco deve essere tenuto più lontano dal busto. In linea di principio, tutti i colpi d'arco della tecnica violinistica si usano anche sulla viola, tuttavia i colpi più leggeri come lo jeté risultano meno efficaci rispetto al violino, per via del maggior peso dell'arco e della minore prontezza delle corde. La tecnica d'arco del violino gode di grandi libertà di scelta, dovute al fatto che lo strumento è molto responsivo. La viola necessita invece di maggiore attenzione e cura nella produzione del suono, e questo comporta una tecnica d'arco meno libera e più attenta. A causa di questo motivo la tecnica d'arco di un violinista non sempre è adatta alla viola. Quella di alcuni violinisti invece si presta molto bene; un notevole esempio, a detta di Primrose, è la scuola Eugène Ysaÿe, grazie alla sua estrema cura nei passaggi fra le corde e all'impostazione del braccio, su un piano più basso rispetto alla bacchetta. In generale l'arcata sulla viola richiede maggiore energia rispetto a quella usata sul violino, e i didatti sottolineano che il maggior peso non debba essere dovuto ad un mero e rigido aumento di pressione, che non consente di ottenere un suono curato. Spesso inoltre per ottenere il massimo del suono l'inclinazione della bacchetta deve essere minore, con i crini più piatti sulla corda. Secondo Primrose, la posizione delle dita della mano destra deve abbracciare la bacchetta con una curva più ampia rispetto al violino, più simile alla presa dei violoncellisti.

### Storia dell'arco

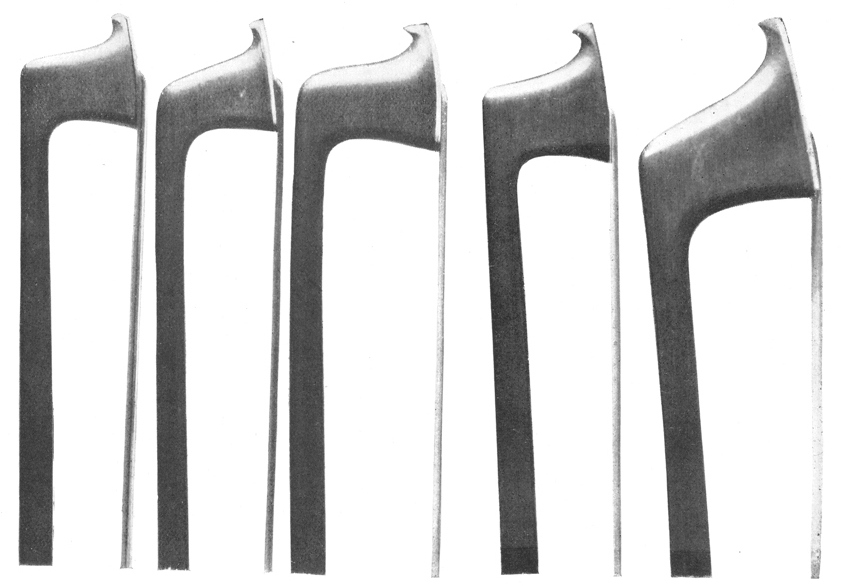
Punte di archi di John Dodd. Da sinistra verso destra, due archi da violino, due da viola e uno da violoncello.

L'arco da viola si è sviluppato parallelamente a quello da violino, e nel seguito si propongono alcuni aspetti che riguardano da vicino l'evoluzione propria dell'arco da viola, mentre per una trattazione più completa e generica dell'evoluzione dell'arco negli aspetti comuni si rimanda alla voce arco.
Mentre la viola aveva maturato la sua forma pressoché definitiva già nei primi decenni del Seicento e nei secoli successivi, come gli altri strumenti della famiglia del violino, subirà solo dei miglioramenti marginali soprattutto nella montatura, lo stesso non può invece dirsi per l'arco. Nel XVI secolo infatti l'arco era considerato meno importante dello strumento e spesso era realizzato, come le custodie, dagli stessi costruttori degli strumenti. Essendo la tecnica d'arco legata indissolubilmente alle capacità espressive dello strumento, l'arco si è evoluto continuamente e notevolmente, adattandosi continuamente alle esigenze stilistiche delle varie epoche. Mentre nel Medioevo e Rinascimento si usavano prevalentemente legni autoctoni per le bacchette, nel XVII secolo si affermarono legni esotici che avevano caratteristiche meccaniche superiori alla controparte europea, principalmente legno ferro, legno serpente, pernambuco e legno Brasile. Il miglior compromesso tra densità ed elasticità è stato trovato nel pernambuco, che si è affermato come legno di eccellenza per la costruzione degli archi. I protagonisti dell'evoluzione tecnica dell'arco dai modelli barocchi a quelli transizionali e moderni sono stati gli artigiani francesi, principalmente attivi a Mirecourt e a Parigi, le cui innovazioni (curvatura, forma della testa ad "accetta", introduzione della bacchetta ottagonale, evoluzione del nasetto) sono state poi riprese dalle altre scuole europee. Uno dei principali artefici della transizione è stato François Xavier Tourte (1750-1835), che viene spesso etichettato come l'inventore dell'arco "moderno". Per quanto riguarda gli archi da viola, Tourte non ha definito un peso univoco, mentre la lunghezza delle sue bacchette da viola è analoga a quelle da violino e si è affermata come misura comune per gli archi moderni.
Le innovazioni del periodo di Tourte sono state introdotte in Inghilterra nei decenni successivi, intorno al 1815, a partire dall'operato di John Dodd (1752-1839), il primo grande archettaio inglese. Questi ha costruito bacchette di eccezionale qualità, e le più apprezzate erano proprio quelle da viola o da violoncello. Le bacchette da viola di Dodd, come quelle da violino, erano leggermente più corte rispetto a quelle dei francesi, le cui misure si sono poi affermate come standard. Per tale motivo, insieme alla loro grande efficacia tecnica, erano gradite da violisti di corporatura minuta, come Lillian Fuchs, che suonava con un suo arco. Tra i più grandi archettai francesi dell'Ottocento vi è Dominique Peccatte (1819-1874), il quale ha impiegato una curva che viene comunemente indicata con il suo nome, caratterizzata da minore curvatura in prossimità della punta, con una scarpetta conseguentemente più squadrata, e un centro di curvatura più basso. La curva Peccatte è uno dei modelli più importanti della scuola "antica", fino a Eugène Sartory (1871-1946), che assieme ai nomi precedenti è annoverato tra i più grandi archettai della storia e uno dei nomi più importanti della scuola francese "moderna". Da Sartory in poi la tendenza è stata quella di realizzare per gli archi da viola talloni più bassi rispetto agli archi antichi.
Per gli archi da viola, in generale la domanda è stata abbastanza contenuta nel corso del XIX secolo, per via della scarsa specializzazione dei violisti e dell'uso di viole piccole suonate spesso con archi da violino. Per tale motivo, gli archi da viola del periodo sono generalmente più rari e preziosi rispetto a quelli analoghi da violino. Nel Novecento invece si è affermata l'indispensabilità di archi specifici per la viola, stimolando la produzione degli archettai contemporanei.

## Tecnica esecutiva

Chiave di contralto.

La musica per viola è scritta principalmente in chiave di contralto, che nella musica moderna è usata raramente in altri contesti. In caso di passaggi acuti, per evitare l'uso di troppi tagli addizionali si usa di solito la chiave di violino.
La tecnica dello strumento è simile a quella del violino, ma presenta comunque alcune importanti differenze sia per la mano sinistra che per l'arco. Lo strumento si tiene in maniera analoga, tra la spalla e il mento; da questo deriva il nome tedesco della viola, Bratsche (dall'italiano braccio), che si riferiva al modo di suonare lo strumento da braccio, in contrasto agli strumenti da gamba. Essendo lo strumento più lungo e pesante, solitamente il riccio viene tenuto leggermente più basso rispetto al violino per avere una posizione meno stancante.
Lo strumento ha un'estensione di ampiezza analoga a quella del violino ma, a causa della difficoltà a salire in posizioni molto alte con la mano sinistra per via delle dimensioni dello strumento, l'agilità nel registro più acuto è minore rispetto al violino e anche rispetto al violoncello (che ha il vantaggio di poter usare il pollice capotasto). Per i precedenti motivi, i passaggi acuti nella viola sono tecnicamente impegnativi come i corrispondenti sul violino un'ottava sopra e perciò nella scrittura orchestrale classica l'estensione delle parti di viola usualmente non supera il Mi5, in tutto poco più di tre ottave, anche se i moderni strumenti coprono sulla tastiera un'estensione di oltre quattro ottave, come il violino, che viene pienamente sfruttata nel repertorio solistico e dai compositori moderni.
Le distanze fra le note sulla tastiera sono maggiori, richiedendo tipicamente maggiore forza fisica della mano sinistra, diteggiature spesso differenti rispetto allo stesso passo suonato una quinta sopra sul violino e, se il musicista non ha le mani grandi, un più frequente uso della mezza posizione, specialmente sugli strumenti di grande dimensione. Su tali strumenti può essere inoltre necessaria la sostituzione del terzo dito con il secondo negli arpeggi, per evitare estensioni scomode fra terzo e quarto dito, e anche la più frequente sostituzione del terzo dito con il quarto. I violisti di statura ridotta, con le braccia non molto lunghe o le mani piccole possono preferire strumenti di dimensioni ridotte, per comodità fisica. Come detto, le diteggiature ritenute più opportune sulla viola sono spesso differenti rispetto al violino. Oltre che per le questioni tecniche legate alle maggiori dimensioni dello strumento, questo è dovuto anche alle differenti esigenze sonore già evidenziate. La semplice trasposizione di una diteggiatura da violino infatti, oltre ad essere a volte molto scomoda, può penalizzare l'emissione e portare ad un suono troppo opaco. In genere sulla viola si preferisce un uso più libero delle corde vuote (che sul violino hanno spesso, invece, un effetto acido), degli armonici e del bariolage. Alcuni revisori la cui opera ha segnato una fase importante nella rinascita della viola nel Novecento, come Primrose, hanno impiegato nelle loro revisioni diteggiature inusuali all'epoca, con l'intento dichiarato di stimolare una maggiore ricerca da parte degli esecutori e sviluppare un approccio virtuosistico anche sulla viola.
La tecnica degli accordi è analoga a quella del violino. I bicordi sulla viola sono considerati assai efficaci nell'orchestrazione ed ampiamente impiegati mentre, per quanto riguarda gli accordi, in passato nell'orchestrazione erano spesso considerati più efficaci se costruiti sulle tre corde basse, per evitare il suono nasale della prima corda, e si preferiva usarli nelle tonalità che permettevano ampio uso delle corde vuote. I passaggi cromatici sono ritenuti più efficaci sulla viola, per via delle distanze maggiori rispetto al violino, che permettono maggiore chiarezza e più precisione nelle differenze fra suoni enarmonici. Il vibrato impiegato sulla viola è solitamente più ampio ma meno rapido ed intenso rispetto al violino.
La maggior parte delle tecniche particolari (sul ponte, col legno, sul tasto) sono analoghe al violino. Anche la sordina è analoga e sulla viola è molto efficace nel creare un suono etereo, anche se anticamente si preferiva far suonare le viole in sordina il meno possibile, in quanto il timbro dello strumento era considerato già sufficientemente velato.
Avendo la tecnica molti punti in comune, la maggior parte dei metodi e delle raccolte di studi e capricci per violino vengono adattati alla viola, trasportandoli una quinta sotto, ed impiegati nella didattica. Ne sono un esempio i metodi di scale di Carl Flesch e Ivan Galamian o gli studi e i capricci di Kayser, Mazas, Fiorillo, Sitt, Kreutzer, Ševčík, Schradieck, Rode, Gaviniès, Dont, Paganini.

## Didattica
Nei testi più antichi non vengono fornite molte indicazioni specifiche su come suonare la viola, indicando in genere che lo strumento andasse maneggiato come il violino e presupponendo che il musicista fosse già un violinista avviato. Il primo metodo per viola noto è il Méthode d'alto di Michel Corrette, pubblicato nel 1782, ma diffuso forse già nei vent'anni precedenti, cui fecero seguito una serie di pubblicazioni analoghe entro i primi anni dell'Ottocento, soprattutto in Francia. All'inizio dell'Ottocento hanno visto le stampe anche le prime raccolte di studi per viola, come i 12 studi per viola di Hoffmeister (1800 circa) e i 41 capricci per viola di Campagnoli (Lipsia, 1805 circa), e altre raccolte di studi sono state pubblicate nel corso del XIX secolo. Nonostante ciò la viola non godeva ancora di un'adeguata didattica propria: essendo considerata subalterna al violino, veniva insegnata principalmente da violinisti usando trascrizioni di metodi e studi per violino a chi era già violinista avviato. La prima cattedra di viola nasce nel Conservatorio di Parigi solo nel 1894, un secolo dopo quelle di violino e violoncello. La didattica per viola si sviluppa concretamente nel XX secolo, con la diffusione di corsi e cattedre stabili nelle istituzioni musicali.
Al giorno d'oggi l'insegnamento della viola è distinto da quello del violino; ancora qualche violinista suona e insegna la viola, ma affinché ciò sia fruttuoso è imprescindibile conoscere e padroneggiare le differenze tecniche tra i due strumenti per poter affrontare i problemi di studio relativi. A volte gli studenti in età infantile vengono avviati per i primi anni allo studio del violino, per via delle sue dimensioni più maneggevoli, e vengono fatti passare allo studio della viola solo in un secondo momento. Questa era una pratica comune in passato, mentre molti insegnanti preferiscono ormai avviare direttamente gli studenti su viole da studio di misura ridotta (cfr. § Dimensioni). Il passaggio dal violino alla viola come già detto non è infatti banale e richiede attenzione sotto diversi aspetti, tra i quali l'emissione sonora e l'individuazione del corretto equilibrio dell'arco, che richiede un punto di contatto e un peso notevolmente differenti rispetto al violino (cfr. § Tecnica d'arco), il riposizionamento e la corretta estensione della mano sinistra e l'acquisizione di un vibrato ampio e meno rapido.

## Storia

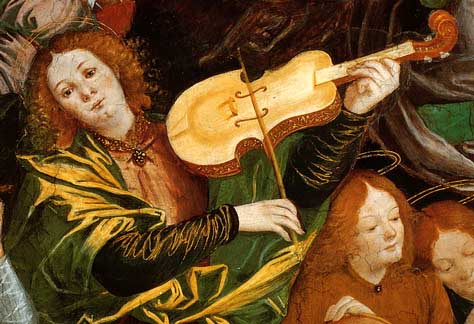
Viola da braccio, dettaglio di un affresco di Gaudenzio Ferrari presso il Santuario della Beata Vergine dei Miracoli a Saronno (1535 circa).

Alla luce delle fonti letterarie, non particolarmente abbondanti e chiare per quanto riguarda l'inizio del XVI secolo, integrate dalle fondamentali testimonianze pittoriche dell'epoca, è ritenuta maggiormente credibile la possibilità che la genesi degli strumenti della famiglia del violino sia stata unitaria, e che dunque la viola sia nata insieme al violino e al violoncello, senza lo sviluppo individuale e spontaneo di uno di essi che avrebbe poi dato origine ai restanti membri dell'insieme. I primi strumenti con caratteristiche tipiche della famiglia sarebbero stati ideati intorno al 1500 o poco prima e l'evoluzione verso le forme e dimensioni moderne sarebbe giunta a una buona maturazione già intorno al 1535, probabilmente nel Nord Italia. Si suppone che il modello di violino/viola non sia invenzione originale di qualche liutaio in particolare, ma sia il risultato di un processo di affinazione dovuto al contributo di numerosi artigiani e culminato nell'opera di Andrea Amati e Gasparo da Salò.
Nato come taglia intermedia della famiglia delle viole da braccio, lo strumento si è affermato con un ruolo importante nella musica rinascimentale e fino al Seicento non era da meno al violino nella musica d'insieme. Nella musica del Cinquecento e del Seicento la viola aveva due o tre parti nell'insieme, e veniva costruita in due diverse taglie, accordate però alla stessa maniera, quelle di contralto e di tenore. Nel Seicento vi è stata una notevole produzione di viole, che è scemata alla fine del secolo, quando la viola ha gradualmente perso importanza nella musica d'insieme rispetto al violino o al violoncello. Dalla fine del XVII secolo la viola è scaduta in una posizione più umile rispetto agli altri strumenti ad arco; dalla fine del Settecento ha cominciato a riprendere importanza nella scrittura cameristica e nel corso dell'Ottocento si è gradualmente riavvicinata al livello degli altri archi nella scrittura orchestrale. Dagli inizi del Novecento, soprattutto grazie all'opera di grandi violisti come Lionel Tertis, Paul Hindemith e William Primrose, ha riconquistato una nuova dignità solistica.
Un problema che ha caratterizzato la viola è stato quello del basso livello medio degli esecutori. È per lungo tempo esistito un circolo vizioso per il quale la viola veniva percepita come strumento limitato e poco espressivo, disdegnato dai compositori, e questo causava il disinteresse dei musicisti e del pubblico, limitandone lo sviluppo delle potenzialità. Percezione errata perché, come faceva notare Primrose nel 1941 analizzando queste considerazioni, anche una viola economica in mano ad un buon violista produce un suono soddisfacente. Secondo Primrose la mancata conoscenza della tecnica propria della viola da parte dei più è stata in passato causa di incomprensione e relegamento dello strumento ad un ruolo marginale, e la riabilitazione dello strumento è dovuta allo studio e alla comprensione delle sue caratteristiche. Inoltre, la bassa considerazione della viola all'epoca ha fatto sì che per lungo tempo fossero spesso i musicisti mediocri o addirittura i violinisti falliti a dedicarsi a questo strumento, contribuendo a peggiorare l'opinione comune.

## Modelli sperimentali

Viola modello Ritter, costruita da Karl Hörlein nel 1885 e ora esposta presso il Museum für Kunst und Gewerbe ad Amburgo

Mentre le misure del violino sono rimaste pressoché immutate per oltre tre secoli, i problemi di acustica legati al difficile dimensionamento della viola non hanno mai trovato una soddisfazione definitiva e molti liutai dal tardo XIX secolo in poi hanno condotti vari esperimenti volti a migliorare le caratteristiche dello strumento, principalmente cercando un modo per aumentarne le dimensioni in lunghezza o in larghezza. Molti tentativi cercavano un suono più forte, anche se non tutti gli autori erano d'accordo con questa idea: alcuni individuavano infatti come caratteristiche affascinanti del suono della viola proprio il colore scuro e dolce, che si perdeva con tali modifiche.
Tra i primi modelli noti vi è la viola pomposa, uno strumento più grande di una viola munito di cinque corde (quelle della viola con in più il mi del violino), la cui invenzione è spesso erroneamente attribuita a Johann Sebastian Bach, che talvolta si serviva invece nella sua musica del violoncello piccolo, con il quale la viola pomposa è spesso confusa. Un'altra variante più nota è il violin-alto, ideato da Michel Woldemar agli inizi dell'Ottocento. Si tratta di un violino al quale era stata aggiunta la quinta corda grave del do: risolve il problema di maneggevolezza, ma la cassa decisamente troppo piccola non riusciva a sostenere il registro grave: per tale motivo lo strumento non trovò il favore dei musicisti e dei compositori. È stato usato alcune volte in concerto, ad esempio a Parigi da Chrétien Urhan, uno dei più grandi violinisti dell'epoca, che ha eseguito un concerto in do maggiore scritto da Woldemar per il suo strumento.

### XIX secolo
All'inizio dell'Ottocento diversi personaggi si sono interessati al problema del dimensionamento della viola; Félix Savart, professore di acustica, ha pubblicato il trattato Mémoire sur la construction des instruments a cordes et à archet (1818), nel quale mostra i risultati dei suoi esperimenti di acustica che confermano il problema, e in quel periodo diversi modelli alternativi di viola sono stati proposti. Un esempio è il violon-tenor di Dubois, contrabbassista all'Opéra e liutaio dilettante: si tratta di uno strumento dalla cassa di 43,7 cm, accordato un'ottava sotto il violino, che si suonava in verticale tenendolo tra le ginocchia. Jean-Baptiste Vuillaume ha ideato nel 1855 uno strumento chiamato contralto, che differisce dalla viola principalmente per via della larghezza: misura infatti 41,3 cm di lunghezza, con le fasce alte 5 cm e la cassa larga 29,2 cm nella parte superiore e 36 cm in quella inferiore. Tale larghezza rende lo strumento impraticabile nelle posizioni alte.

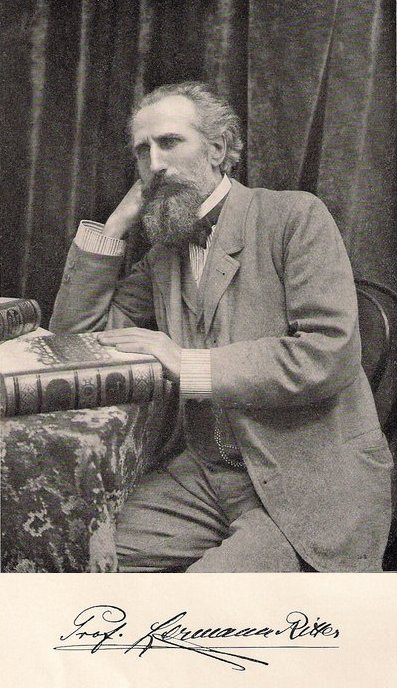
Hermann Ritter nel 1905 circa.

Un modello molto significativo è la viola alta, progettata dal violista Hermann Ritter e realizzata nel 1875 da Karl Adam Hörlein. L'idea di Ritter era quella di costruire uno strumento che avesse una proporzione di 4:3 con il violino, ma in quel modo la cassa sarebbe risultata lunga 54 cm, misura decisamente impraticabile. Per tale motivo Ritter ha individuato come compromesso una cassa di 48 cm con le fasce alte 4,3 cm. Ritter propose lo strumento a Wagner, sapendo quanto il compositore fosse insoddisfatto della scarsa sonorità delle viole e dell'incompetenza dei violisti nelle orchestre tedesche dell'epoca. Il compositore fu molto positivamente colpito dalla viola alta e assunse Ritter poco prima dell'inaugurazione del teatro di Bayreuth; questi suonò la viola alta con i suoi allievi negli allestimenti delle opere di Wagner. La viola alta è stata criticata da alcuni contemporanei per il timbro non nasale e troppo deciso, che suonava più come un violoncello che come una viola, ma ha anche incontrato il favore di molti direttori, musicisti e compositori, che ne proposero l'adozione in altri contesti.
In quel periodo sono stati sperimentati anche altri modelli. Heinrich Dessauer propose un viola con la cassa di 42 cm ma con tastiera e corde lunghe quanto quelle del violino e accordate come la viola, pensata per consentire ai violinisti di passare con facilità da uno strumento all'altro. Una variante, nota come Octave violin, aveva misure analoghe allo strumento di Dessauer ma era accordata un'ottava sotto il violino. Un modello di grande successo è stato la violetta di Alfred Stelzner, con una cassa di 41 cm e una lunghezza totale di 71,5 cm. Tale modello ha attirato l'interesse di diversi compositori che hanno scritto musica appositamente per tale strumento, tra i quali Felix Draesake, Max Schillings e Arnold Krug.

### XX secolo
Un altro esperimento analogo ai precedenti è stato fatto da Eugen Sprenger, che ha costruito una viola dalla cassa di 40 cm per una lunghezza totale di 66 cm, con la cassa più larga e le fasce più profonde, che manteneva il colore scuro della viola ma aveva un suono decisamente più penetrante. Tale viola ha attirato l'interesse e il favore di Hindemith, che ha suonato spesso su tale strumento.
Lionel Tertis era un sostenitore delle viole di grandi dimensioni e non accettava il suono degli strumenti piccoli; suonava su una grande viola Montagnana, la cui cassa era lunga 43,5 cm. Uno strumento così grande, a causa anche della sua piccola statura, gli procurò problemi muscolari che lo costrinsero ad un precoce ritiro. Il violista progettò una viola di dimensioni contenute (42,5 cm) che avesse lo stesso suono della sua Montagnana, e ne commissionò la realizzazione al liutaio Arthur Richardson. Lo strumento venne presentato in un grande concerto nel 1950, al quale parteciparono molti celebri violisti allievi di Tertis insieme a William Primrose, e ha riscosso notevole successo ed apprezzamento.
Un esperimento molto significativo è stato condotto da Carleen Hutchins, che ha progettato un'intera famiglia di otto strumenti ad arco nella quale il ruolo della viola spetta ad uno strumento, la viola verticale o "violino contralto", che ha una cassa lunga 50,8 cm e viene appunto suonata verticalmente tenendola sulle gambe. Il lavoro di Hutchins ha riscosso molto interesse ed è stato pubblicato e analizzato in numerosi articoli scientifici e musicali. La viola verticale di Hutchins è stata impiegata da William Berman, prima viola della Oklahoma Symphony Orchestra e della National Symphony Orchestra di Washington, avendone fatto smontare il puntale e tenendola in spalla come una normale viola, senza la mentoniera. Una viola a cinque corde, con in più il mi del violino, è stata realizzata anche da Hans Olaf Hanson, liutaio svedese. Il modello è stato chiamato violino grande e il noto compositore Krzysztof Penderecki ha scritto appositamente un concerto per tale strumento. Un altro modello particolare di viola è stato proposto da Franz Zeyringer, presidente della International Viola Society, il quale ha individuato la misura ideale in una cassa lunga 41,2 cm, con un diapason di 22,5 cm e un manico di 15 cm. La realizzazione è stata commissionata da Zeyringer al liutaio tedesco Leo Mayr e lo strumento è stato presentato all'International Viola Congress del 1978, con le relative ricerche pubblicate in una monografia nell'anno successivo.
Un modello degno di nota è stato realizzato dal liutaio canadese Otto Erdesz, che affronta il problema della difficoltà nelle posizioni alte, specialmente per i violisti dalla mano piccola. La viola Erdesz ha la spalla destra con un andamento concavo, analogamente a molte chitarre elettroacustiche, per semplificare i passaggi nelle posizioni più acute.

## Viola elettrica
Esistono versioni elettrificate della viola che trovano impiego nella musica pop e rock. Si parla solitamente di viola amplificata quando si tratta di uno strumento acustico sul quale è montato un pick-up, mentre le viole elettriche vere e proprie hanno pick-up (e a volte preamplificatore) integrati e solitamente corpo solid body.

## Repertorio e impiego
Le caratteristiche sonore già esposte e le maggiori difficoltà tecniche rispetto al violino o al violoncello hanno condizionato il linguaggio musicale violistico, nel quale sono meno frequenti i passaggi di grande agilità per la mano sinistra, per l'arco e i passaggi a corde doppie. Tuttavia, la tessitura centrale e le risorse espressive ne hanno determinato un ruolo importantissimo nell'orchestra e ancor di più nella musica da camera.
La letteratura per viola è stata a lungo considerata molto limitata, ma questa percezione è errata ed è dovuta a scarso studio e ricerca sul repertorio violistico, unito al fatto che molte composizioni per viola del passato, anche tra le più significative, non sono state pubblicate se non alla fine del Novecento. Il repertorio per viola è di dimensioni minori rispetto a quello di altri strumenti come il violino o il pianoforte, ma è comunque molto significativo. Franz Zeyringer ha catalogato le composizioni dal XVI secolo in poi, sia per viola sola che con altri strumenti: ha documentato al 1985 un repertorio di oltre 14 000 composizioni, di cui almeno 750 per viola sola, 1300 con accompagnamento orchestrale e 3000 con accompagnamento di pianoforte. Questi pezzi sono in buona parte originali per viola e non trascrizioni; chiaramente non tutti sono capolavori, ma questo vale per il repertorio di ogni strumento. Pesa invece il fatto che i grandi compositori non abbiano scritto, se non in minimo numero, composizioni solistiche per viola, che quindi non può contare nel proprio repertorio concerti o sonate di Bach, Beethoven, Mozart e altri grandi compositori, che pur conoscevano bene lo strumento e addirittura prediligevano suonarlo, e che hanno arricchito di capolavori solistici il repertorio di molti altri strumenti. Aspetti positivi sono invece legati al fatto che il repertorio violistico, anche nei suoi lavori più raffinati, è molto meno conosciuto (non secondariamente perché meno eseguito), quindi ha il vantaggio di apparire spesso nuovo agli ascoltatori nei recital e concerti.
Essendo la viola accordata un'ottava sopra il violoncello, risulta abbastanza semplice trascrivere musica del repertorio violoncellistico un'ottava sopra, mantenendo le note e la tonalità originali, oppure trascrivere la musica per violino una quinta sotto, cambiando la tonalità ma sfruttando l'affinità tecnica fra i due strumenti (maggiore rispetto al violoncello). Sulla viola vengono frequentemente eseguite composizioni per questi due strumenti, che fanno anche parte dei programmi accademici di studio in diverse istituzioni, in particolare le suites per violoncello solo e le sonate e partite per violino solo di Johann Sebastian Bach. Anche la maggior parte dei metodi e delle raccolte di studi e capricci per violino vengono trascritti per viola.
La pratica di trasportare sulla viola composizioni originariamente scritte per altri strumenti ad arco si è mantenuta anche in seguito. Vengono eseguite spesso sulla viola, infatti, composizioni antiche per viola da gamba, musiche per violoncello quali Kol nidrei di Max Bruch e Schelomo di Ernest Bloch, composizioni per violino come Nigum di Bloch o per altri strumenti, come la sonata per arpeggione di Franz Schubert.

### Musica antica e barocco
Nonostante i problemi legati al dimensionamento dello strumento e la loro influenza sull'acustica, fino dall'inizio del Cinquecento i migliori liutai hanno costruito ottimi strumenti che minimizzavano tali problematiche e che, in mano a validi musicisti, avevano ottime possibilità espressive. Tuttavia la minore brillantezza e potenza sonora rispetto al violino o al violoncello hanno a lungo penalizzato la viola, facendola ritenere uno strumento inadatto ad un ruolo solistico con accompagnamento orchestrale. Fino alla metà del Settecento la viola ha goduto di pochissimo rilievo ed era principalmente relegata a parti armoniche di ripieno nella musica d'insieme, e le poche parti melodiche erano di solito eseguite all'unisono o in ottava con altre sezioni.
Il repertorio solistico per viola manca di concerti solistici fino alla metà del Settecento circa. Il primo concerto per viola conosciuto è quello in sol maggiore (TWV 52:G9) di Georg Philipp Telemann, tuttora piuttosto eseguito. Telemann è anche autore di un meno noto concerto per due viole (TWV 52:G3) e di un secondo concerto per due viole andato perduto (TWV 52:A3). Altri concerti per viola conosciuti del barocco sono quelli in do maggiore di Johann Martin Dömming e di August Heinrich Gehra. In Inghilterra sono degni di nota i tre concerti per viola composti dal noto astronomo William Herschel, che era anche musicista e compositore e prima di dedicarsi totalmente all'astronomia aveva lavorato per alcuni anni come organista e direttore di coro a Bath. Questi concerti (uno non datato e due del 1759) sono composizioni non particolarmente raffinate, ma sono storicamente significative e mostrano comunque un carattere energico e l'influsso dell'empfindsamer Stil. È popolare anche un concerto in si minore attribuito a Händel, ma si tratta di un falso storico realizzato da Henri Casadesus all'inizio del XX secolo. Lo stesso Casadesus è autore di un analogo concerto in do minore attribuito a Johann Christian Bach.
Tra i pochi esempi di musica concertante per viola vi è il concerto brandeburghese n. 6 in si bemolle maggiore di Johann Sebastian Bach, che impiega due viole da braccio concertanti e un ripieno di due viole da gamba, violoncello e basso continuo; sempre di Bach, è notevole anche l'utilizzo di quattro viole senza violini nella cantata Gleichwie der Regen und Schnee vom Himmel fällt BWV 18 e l'accompagnamento di viola solista nel corale della cantata Mein Herze schwimmt im Blut BWV 199. Geminiani ha impiegato la viola nel concertino dei suoi concerti grossi, ruolo dal quale era solitamente esclusa dagli altri compositori della scuola italiana, come Corelli e Locatelli, che impiegavano la viola solo nel ripieno.
Per quanto riguarda le sonate, si possono citare fra i primi esempi due brevi sonate in fa maggiore e in la maggiore per due viole e basso continuo contenute nella terza parte della Grund-richtiger Unterricht der musicalischen Kunst (1697) di Daniel Speer. In seguito si possono citare le seguenti composizioni, tutte di Georg Philipp Telemann: sonata per viola e basso continuo in re maggiore TWV 41:DA1, sonata in canone per viola (o viola da gamba) e basso continuo in si bemolle maggiore TWV 41:B3 (contenuta in Der getreue Music-Meister, 1728-1729), le sette sonate in trio per violino, viola e basso continuo dette Scherzi melodichi (1734) o Pyrmonter Kurwoche ("Settimana curativa a Pyrmont") (da TWV 42:A4 a TWV 42:D7) e la sonata in trio in do minore per oboe, viola e basso continuo TWV 42:c5. Significative sono quella in do minore (G 18) di Luigi Boccherini e le sonate per viola (tra cui le quattro sonate op. 2) di František Kočvara. In Inghilterra le prime sonate per viola sono quelle di William Flackton, che in data imprecisata (verosimilmente tra il 1740 e il 1760) ha pubblicato le sue sonate op. 2, tre delle quali sono per violoncello e basso continuo e tre per viola e basso continuo, seguite nel 1770 da un'altra coppia di sonate, una per viola e una per violoncello. Johann Gottlieb Graun scrisse tre sonate per viola e basso continuo (rispettivamente in si bemolle maggiore, fa maggiore e do minore). A lui sono riferite alcune attribuzioni false o dubbie, tra cui un concerto per viola in mi bemolle maggiore e un concerto in do minore per violino e viola.
Nella musica orchestrale la viola ha spesso parti interessanti, specialmente quando le composizioni sono contrappuntistiche o fanno uso di effetti descrittivi, anche se le potenzialità tecniche dello strumento non vengono sfruttate se non in minima parte (è assai raro che le parti di viola in questo periodo superino la terza posizione). Ne sono un esempio le composizioni orchestrali sacre e profane di Monteverdi, Corelli, Vivaldi, Bach, Händel e Gluck. A volte la viola eseguiva parti tematiche, ma solitamente era all'unisono con i violini o i violoncelli o anche le voci (solitamente il tenore). Ne è un esempio il secondo passepied della suite orchestrale in do maggiore di Bach, dove il tema è eseguito all'unisono dai violini I e II e dalle viole.

### Stile galante e classicismo
Nel periodo classico vi sono alcuni esempi di concerto per viola, molto meno numerosi rispetto a quelli per violino o per altri strumenti. I più celebri, nonché i più frequentemente eseguiti al giorno d'oggi, sono quello in re maggiore di Carl Stamitz (autore di altri due concerti, di cui uno in scordatura) e quello nella medesima tonalità di Franz Anton Hoffmeister (autore anche di un secondo concerto in si bemolle maggiore e di una raccolta di dodici studi per viola). Altri concerti significativi sono quelli di Anton Stamitz, Benda, Amon, Reicha, Schneider, Hoffstetter, Joseph Schubert, Vanhal, Pleyel, Zelter e Dittersdorf. Antonín Vranický ha scritto un noto concerto per due viole, oltre che alcuni duetti per violino e viola. Johann Christoph Friedrich Bach compose un concerto doppio per viola e pianoforte. Per quanto riguarda il genere della sonata, quelle per viola composte prima dell'Ottocento sono state poche. Nel periodo classico sono degne di nota la sonata in mi bemolle maggiore e la fantasia per viola e orchestra di Hummel, le sonate di Dittersdorf e di Vanhal. È molto nota anche una sonata in si bemolle maggiore di Carl Stamitz, autore inoltre di almeno trenta duetti per violino e viola, sei duetti per due viole e tre sonate per viola d'amore. Anche Gaetano Brunetti, nato in Italia ma attivo in Spagna, scrisse una sonata in re maggiore per viola e basso continuo.
Con il classicismo viennese si ha una visione rinnovata della musica da camera che porta una rivalutazione del ruolo della viola. Haydn nei suoi quartetti arricchisce le parti interne, e pur non trattando la viola alla stessa maniera dei violini, le affida parti tematiche, soli e figurazioni virtuosistiche. Ha impiegato inoltre lo strumento nei suoi oltre 120 trii per viola, baryton e violoncello, realizzati per il principe Nikolaus Esterházy: questi ultimi erano destinati ad uso privato della corte e sono rimasti in buona parte inediti, mentre i pochi pubblicati sono principalmente trascrizioni per violino, viola e violoncello o per due violini e violoncello. Il fratello Michael, anch'egli compositore di fama, è stato inoltre autore di quattro duetti per violino e viola per una commissione di sei duetti per l'arcivescovo di Salisburgo, completata dai due duetti di Mozart, e di un concerto per viola, organo e archi.
Wolfgang Amadeus Mozart prediligeva la viola e amava suonarla. Una delle più importanti composizioni concertanti per viola di questo periodo è la sua sinfonia concertante per violino, viola e orchestra. La sinfonia è di fatto un concerto doppio nel quale la viola è del tutto alla pari con il violino, nei soli e nella cadenza (che è originale del compositore). Questo richiede un'abilità tecnica fino ad allora pressoché mai vista nel repertorio violistico, sia per il virtuosismo che per la presenza di passi piuttosto acuti (nel terzo movimento la viola suona fino in settima posizione). In questo pezzo Mozart cerca di recuperare il divario in fatto di brillantezza sonora tra i due strumenti impiegando la tonalità di mi bemolle maggiore, assai poco brillante per il violino (che in essa può usare poco le corde vuote) e scrivendo la parte della viola in scordatura un semitono sopra (con la parte trasposta in re maggiore), aumentando la tensione delle corde e quindi la brillantezza del suono e consentendo allo stesso tempo alla viola di avere le note principali della scala di mi bemolle sulle corde vuote. Rimangono inoltre frammenti di una Sinfonia concertante per violino, viola e violoncello in la maggiore del 1779 (K. Anh 104/320d, 134 battute), cui apparterrebbe anche il frammento di rondò La caccia (K. Anh. 103/320f, 32 battute). Altre sinfonie concertanti che impiegano la viola come solista sono state scritte da Dittersdorf (viola e contrabbasso), Carl Stamitz e Pleyel (violino e viola).
A Mozart si devono alcune composizioni che affermano un più significativo ruolo cameristico della viola. Tra essi, i sei quintetti per archi (per due violini, due viole e violoncello), nei quali le viole hanno un ruolo più attivo e molti passaggi tematici, soprattutto la viola I. Mozart si serve di violino I e viola I come strumenti principali del quintetto, riservando ad entrambi eguale importanza solistica. Un esempio è il quintetto in sol minore K 516, dove la viola I ha un doppio ruolo, in quanto nella divisione delle parti funge alternativamente da basso per il trio superiore o da strumento più acuto per il trio inferiore. Anche nei quartetti prussiani la viola ha un ruolo più attivo rispetto agli altri quartetti mozartiani, visto anche lo stile concertante che caratterizza queste composizioni. Soprattutto nel suo ultimo quartetto, il terzo prussiano K 590, c'è grande uguaglianza tra le parti e la viola ha molti soli e passi tecnicamente impegnativi. Mozart è inoltre autore di due duetti per violino e viola, e anche in questo caso si tratta di parti molto attive e meno limitate all'accompagnamento, diversamente da altre composizioni del periodo quali ad esempio i duetti per violino e viola di Michael Haydn. La viola ha un ruolo significativo anche nell'unico trio per archi originale di Mozart, il divertimento in mi bemolle maggiore, e nel trio dei birilli per clarinetto, viola e pianoforte.
Anche Beethoven sfrutta le sonorità della viola nella sua musica da camera. È stato probabilmente influenzato da Franz Weiss, violista del Quartetto Razumovskij e del Quartetto Schuppanzig, che eseguivano buona parte della produzione cameristica di Beethoven, e la cui abilità artistica ha spinto il compositore a scrivere parti di viola tecnicamente e musicalmente molto elevate. In alcune composizioni, come i quintetti op. 29 e la grande fuga op.137, destina molto materiale allo strumento, più che al secondo violino. Le affida parti tematiche nel settimino op. 20, nel quartetto op. 59 n. 2 (il secondo dei quartetti Razumovskij) e nell'Allegretto con variazioni del quartetto "delle arpe" op. 74. In alcuni casi ne esplora le possibilità in maniera all'epoca inusuale, ad esempio scrivendo dei passi da suonare sulla quarta corda in posizioni alte: nell'ultimo movimento del quartetto op. 59 n. 3 (il terzo Razumovskij) raggiunge la quinta posizione sulla corda del do; in tale movimento la viola introduce inoltre il tema all'inizio, e nei precedenti movimenti del quartetto ha un ruolo importante e diversi passi tematici. Anche nei cinque trii per violino, viola e violoncello la parte di viola è non secondaria, soprattutto nella Serenata op. 8, dove lo strumento è alla pari con il violino e il violoncello. Tra la sua produzione ci sono inoltre un notturno per viola e pianoforte op. 48 e il duo per viola e violoncello "con due paia di occhiali obbligati" (WoO 32). Anche nella scrittura orchestrale Beethoven si serve della viola in maniera rinnovata, anche se meno audace rispetto alla sua produzione cameristica. Josef Reicha, direttore dell'orchestra di Bonn, scrisse un concerto per viola in mi bemolle maggiore, probabilmente destinato a Beethoven.

### Romanticismo e post-romanticismo
Nel romanticismo si ha una minore produzione concertistica per la viola, ma vengono scritte diverse sonate che rimangono tuttora di grande interesse. Una tra le prime sonate per viola pubblicate nell'Ottocento è quella di Ernst Naumann, edita nel 1854. Ben precedenti sono la giovanile sonata in do minore, scritta da Mendelssohn all'età di 15 anni, nel 1824, ma pubblicata postuma solo nel tardo Novecento, e l'incompleta sonata di Glinka, scritta tra il 1825 e il 1828, pubblicata a Mosca nel 1932. Carl Maria von Weber ha composto un Andante e rondò ungherese per viola e pianoforte (1809), scritto per il fratellastro Fritz, violista, e che ha poi pubblicato in una trascrizione per fagotto (1813). Georges Onslow ha composto una sonata per viola e pianoforte in do minore (op. 16 n. 2, 1820 ca.), con parte alternativa per violoncello.

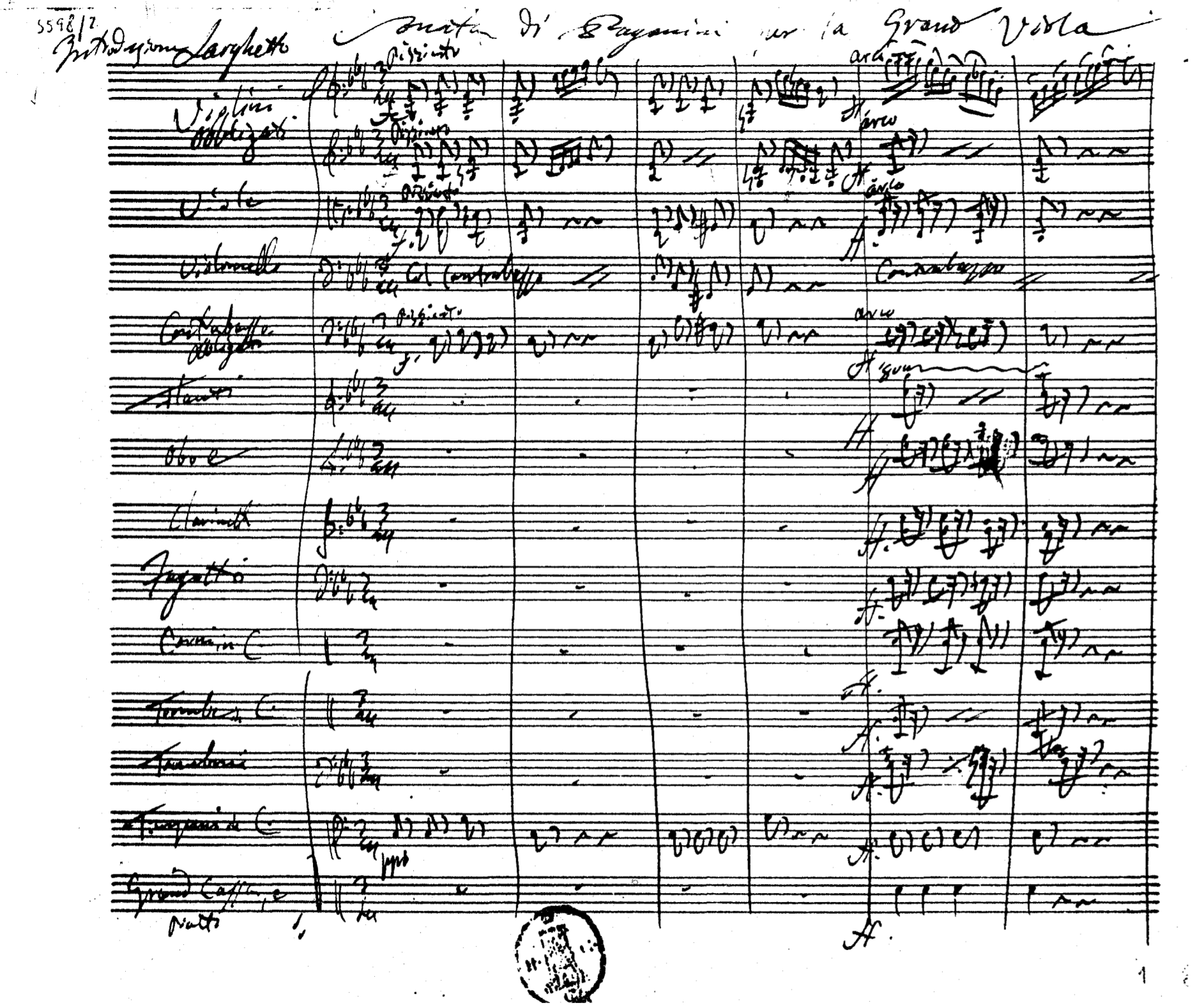
Prima pagina della partitura autografa della Sonata per la Grand Viola di Paganini (Londra, 1834).

Pochi sono in questo periodo i lavori per viola e orchestra di ampia portata. Ben noto è l'Aroldo in Italia (Harold en Italie) di Hector Berlioz, scritto nell'estate del 1834 su richiesta di Niccolò Paganini e basato sul poema Harold's Pilgrimage di Lord Byron. È un inusuale poema sinfonico con viola sola, che incorpora alcuni elementi tipici del concerto ed è caratterizzato da un tema che ricorre ciclicamente nei quattro movimenti. La parte solistica era ritenuta però da Paganini troppo modesta ed egli non volle mai eseguirla, ma apprezzò notevolmente la composizione e in segno di gratitudine fece dono a Berlioz di 20 000 franchi. Lo stesso Paganini aveva sviluppato un particolare interesse per la viola come strumento solistico, che ha suonato spesso in concerto, e scriverà per essa una composizione particolarmente virtuosistica con accompagnamento orchestrale, la Sonata per la Grand Viola, composta ed eseguita per la prima volta a Londra nel 1834. Si tratta di un lavoro estremamente impegnativo dal punto di vista tecnico e a causa di ciò è stata eseguita poco in seguito, ma per lo stesso motivo costituisce una delle pagine più importanti della letteratura virtuosistica per viola. Paganini è anche autore di un trio per viola, chitarra e violoncello (op. 68) e della serenata per il medesimo organico (op. 69).
Franz Liszt ha realizzato una trascrizione per viola e pianoforte dell'Aroldo in Italia nel 1836 ed ha inoltre composto la Romance Oubliée per viola e pianoforte, dedicata a Hermann Ritter, a sua volta autore di due composizioni, Im Träume per viola e pianoforte op. 32 n. 2 (1886) e il Konzert-Fantasie per viola e orchestra op. 35 (1886), pensate per la sua viola alta. Robert Schumann ha scritto nel 1851 i Märchenbilder per viola e pianoforte, che non sono propriamente una sonata canonica bensì una raccolta di quattro pezzi caratteristici, e i Märchenerzählungen (racconti delle fate), una raccolta di quattro pezzi per clarinetto, viola e pianoforte. Il virtuoso violinista e compositore Henry Vieuxtemps ha scritto diverse composizioni cameristiche per viola e pianoforte, come l'Elegia op. 30 (1854), la sonata in si bemolle maggiore op. 36 (1863) e Allegro e Scherzo op. 60 (1884), oltre al capriccio per viola sola Hommage à Paganini op. 55 (1881). Anton Rubinstein ha composto una sonata per viola in fa minore op. 49 (1857), oltre a tre pezzi per viola e piano op. 11 n. 7-9 (1854).
Tra i più grandi violisti del XIX secolo vi è Alessandro Rolla, che oltre ad essere un famoso violinista era anche un virtuoso violista. Rolla ha composto una grande quantità di musica per viola: una ventina di concerti, 60 duetti per violino e viola, 33 trii per due violini e viola, 20 trii per violino, viola e violoncello, oltre a metodi, studi e capricci destinati alla sua attività di insegnamento. Tra questi ultimi sono noti i suoi Tre pezzi per viola sola, adatti come pezzi da recital oltre che come studi avanzati. Tra le composizioni per viola di suo figlio Antonio, anch'egli valido violista, vi sono in particolare le Variazioni brillanti in fa minore per viola e orchestra op. 13 (1822) e i sei Idilli per viola sola (1836-7).

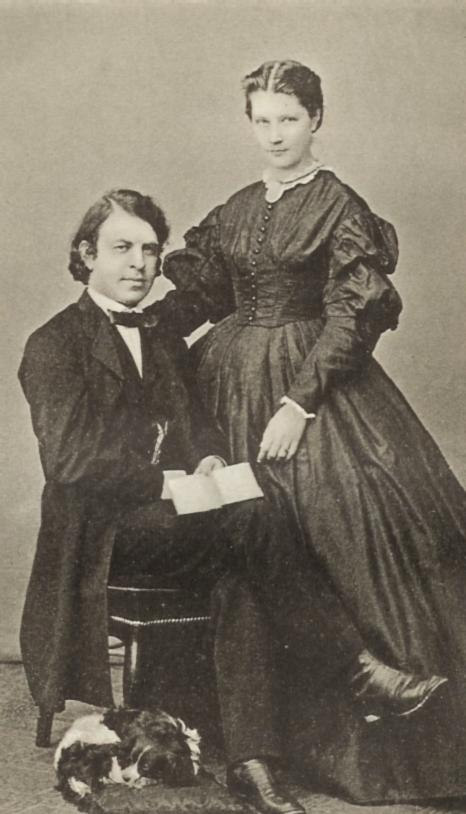
József Joachim insieme a sua moglie Amalie Weiss.

Johannes Brahms ha impiegato spesso la viola nella sua musica da camera, dove ha parti molto ricche e curate, in particolare nei suoi quartetti, nei quintetti (op. 88 e op. 11) e nei sestetti (op. 18 e op. 36). L'Agitato del quartetto op. 67 inizia con un solo della viola accompagnata dagli altri strumenti in sordina, nel quale il compositore sfrutta il timbro della viola su tutte le corde. Nei suoi sestetti per archi op. 18 e op. 36 sono presenti in organico due viole, alle quali è affidato spesso materiale tematico ad entrambe. Nel 1894 Brahms ha pubblicato le due sonate per clarinetto e pianoforte op. 120, delle quali ha realizzato anche una versione adattata per viola, cui ha aggiunto bicordi e cambiamenti di registro per meglio adattarle alla sonorità dello strumento. Tali sonate sono divenute un elemento importantissimo del repertorio violistico. Significativi sono i due canti per contralto, viola e pianoforte op. 91 (Gestillte Sehnsucht, "Desiderio appagato", e Geistliches Wiegenlied, "Ninna nanna spirituale") dedicate a József Joachim e sua moglie Amalie. Sempre Brahms, nella Serenade op. 16 e nel primo movimento del Requiem tedesco, usa la viola come strumento più acuto degli archi, omettendo i violini nell'orchestrazione.
Diversi altri compositori dell'epoca, alcuni molto vicini a Brahms, scrissero musica per viola degna di nota. Lo stesso Joachim ha composto le tre Melodie ebraiche per viola e pianoforte (op. 9, 1851 ca.), basate su poemi di Lord Byron, e le dieci Variazioni per viola e pianoforte (op. 10, 1852 ca.) su un tema originale. Robert Fuchs ha composto una sonata in re minore (op. 86, 1909 ca.), mentre Heinrich von Herzogenberg ha composto tre Leggende per viola e pianoforte op. 62, dedicate a Joachim. A Friedrich Kiel si devono una sonata in sol minore per viola e pianoforte (op. 67, 1870 ca.) e tre romanze per lo stesso organico (op. 69). Carl Reinecke è stato autore dei tre Fantasiestücke per viola e pianoforte (op. 43, 1857), lavoro piuttosto significativo nel repertorio per viola. Jan Křtitel Václav Kalivoda ha composto sei noti Notturni per viola e pianoforte. Louis Spohr ha composto il Grand Duo in mi minore per violino e viola op. 13, che dopo i duetti di Mozart è una tra le composizioni più significative per tale organico.
I compositori da Beethoven in poi hanno iniziato a distribuire il materiale musicale in maniera più equilibrata nel quartetto e nell'orchestra, e compositori come Brahms, Dvořák e Wagner riservano alla viola un ruolo non secondario nell'orchestrazione. Nella musica di Richard Strauss la tecnica richiesta alle viole non è inferiore a quella dei violini e degli altri strumenti. Un lungo solo di viola è anche presente nel suo Don Quixote, poema sinfonico per grande orchestra con ampie parti di solo della viola e del violoncello. La viola esegue il tema di Sancio Panza, nella terza variazione, che richiede al violista di scordare la quarta corda un semitono in basso. Analoga importanza si ha nella variazione Ysobel dalle Variazioni Enigma di Edward Elgar e ne La Paix del balletto Coppélia di Léo Delibes. Il quartetto per archi n. 1 di Bedřich Smetana è caratterizzato da un ruolo preminente della viola, ed inizia con un lungo solo accompagnato dai violini e dal violoncello. Il quartetto di Smetana ha ispirato anche la musica da camera di Antonín Dvořák, che ha anche suonato la viola alla prima della composizione, nell'aprile 1878. Benché Dvořák non abbia composto musica per viola sola, nella sua musica da camera la viola ha un ruolo significativo e tante parti melodiche molto belle; il compositore era infatti un abile violista e ha lavorato come spalla delle viole nell'orchestra del Teatro Nazionale dal 1862 al 1873.

### Novecento e contemporaneità

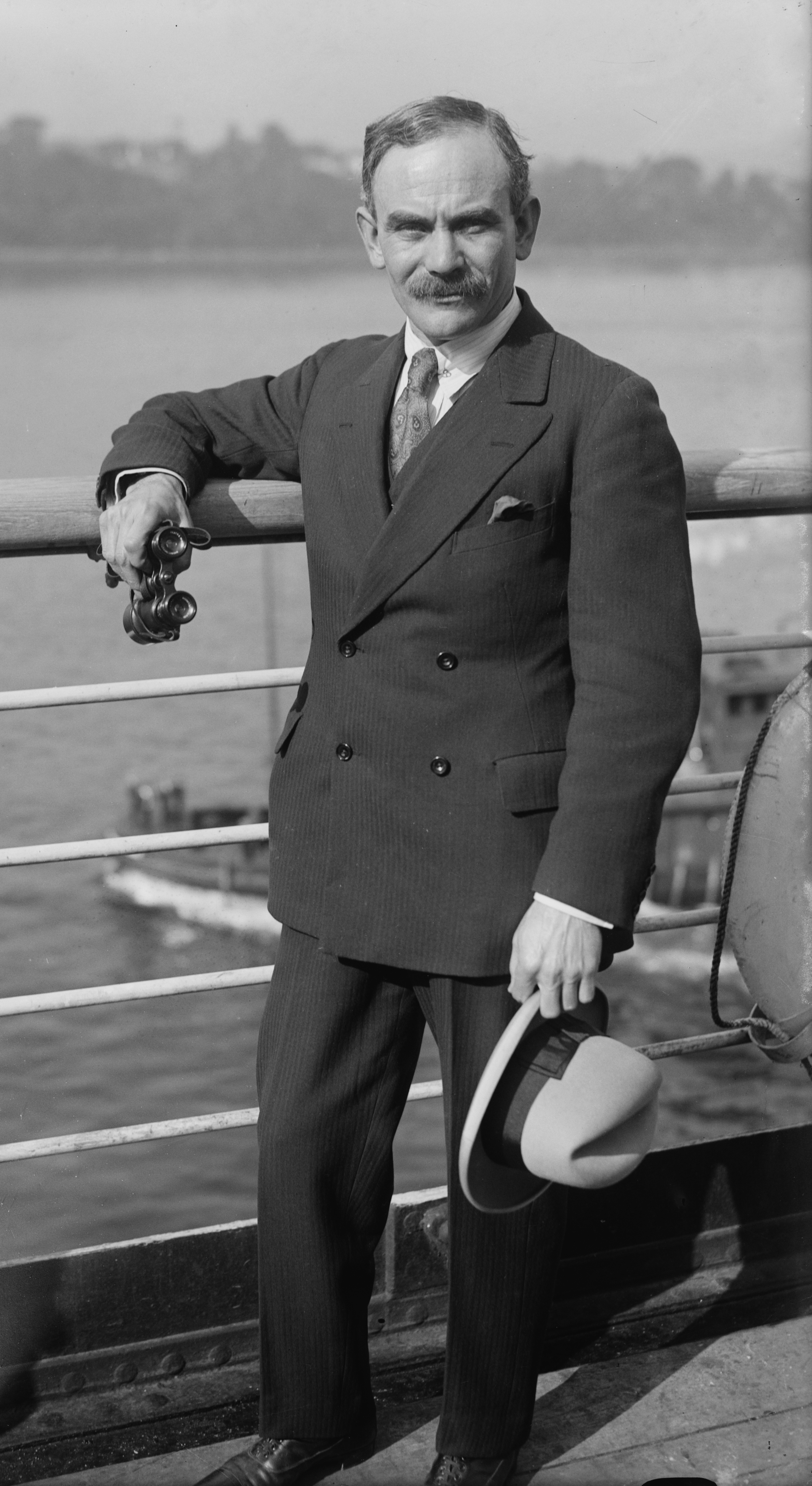
Lionel Tertis

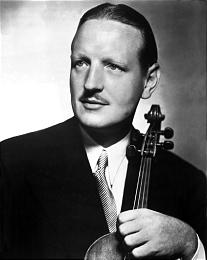
William Primrose

All'inizio del Novecento è fiorito un nuovo interesse per la viola come strumento solistico, sostenuto dal successo di violisti di fama, soprattutto Lionel Tertis, Maurice Vieux, Paul Hindemith, Lillian Fuchs e William Primrose. In Inghilterra si ha una notevole produzione di musica per viola, e compositori quali Arthur Bliss, York Bowen, Gustav Holst, Arnold Bax, William Walton e Benjamin Dale hanno scritto pezzi da camera e concerti dedicati a Tertis, il quale incoraggiava senza sosta gli autori a scrivere musica per viola. Anche la Suite per viola, la Romanza per viola e pianoforte e la suite Flos Campi di Ralph Vaughan Williams sono a lui dedicate.
Tra le più importanti composizioni solistiche vi sono il concerto di William Walton e l'incompleto concerto di Béla Bartók, portato a termine dopo la morte del compositore dal suo allievo Tibor Serly. Un gran numero di altri concerti per viola è stato scritto dall'inizio del secolo, tra i quali quelli di Martinů, Nystroem, Piston, Porter, Röntgen, Rosenberg, Rubbra.
Milhaud ha scritto molte pagine significative per viola, sia cameristiche che concertanti, tra le quali due sonate per viola e pianoforte, 4 Visages e l'Élégie per viola e pianoforte, Élégie pour Pierre per viola, timpani e percussioni; per quanto riguarda la musica sinfonica, ha composto due concerti per viola e orchestra, il Concertino d'été per viola e orchestra da camera e l'Air per viola e orchestra, basata sulla prima sonata per viola.
Ben noto è il Concerto per clarinetto, viola e orchestra di Max Bruch, autore anche di otto pezzi per clarinetto, viola e pianoforte. Frank Bridge ha composto diversi pezzi per viola e pianoforte (tra cui il noto Allegro appassionato), due duetti per due viole e una sonata per viola rimasta incompleta. Benjamin Britten, ispirandosi alla canzone Scorrete mie lacrime di John Dowland, ha composto Lachrymae per viola e pianoforte (arrangiata poi per viola e archi da Cecil Aronowitz); è autore anche di un'Elegia per viola sola e di un giovanile Concerto doppio per violino e viola, quasi completo ma non ultimato, portato a termine da Colin Matthews. Max Reger ha scritto diverse sonate per viola o clarinetto e tre note suite per viola sola.
La scuola belga, influenzata dall'abilità di Léon van Hout, primo grande violista nazionale, produsse lavori significativi per viola, tra i quali la Suite per viola e orchestra op. 67 (1940) di François de Bourgougnon, il Concerto per viola e orchestra op. 54 di Jan Abail e il Concerto op. 36 (1946) di Raymond Chevreuille. Altre composizioni significative della scuola belga di quel periodo si devono a Joseph Jongen e sono dedicate a Maurice Vieux, tra le quali la Suite in re maggiore per viola e orchestra op. 48 (1928), l'Allegro appassionato per viola e pianoforte op. 79 (1926) e l'Introduzione e danza per violino e pianoforte op. 102 (1935).
Significativa è la produzione di Paul Hindemith, compositore di fama e violista egli stesso; tra i suoi primi lavori per viola vi sono le sonate per viola e pianoforte (op. 11 n. 4) e per viola sola (op 11 n. 5) del 1919. La prima sonata è di stile piuttosto conservatore rispetto alla successiva produzione, ma la scrittura per viola di Hindemith si è notevolmente evoluta e distinta, a partire dalle successive composizioni dell'op. 25 (1921). Al 1927 risale la composizione della Kammermusik per viola e orchestra da camera. Nel 1930 compose la Konzertmusik per viola e orchestra, dedicandola a Milhaud, e nel 1934 pubblicò il Duo per viola e violoncello, composto in meno di quattro ore ed inciso il giorno stesso della composizione. Il 19 aprile 1937 compose la terza sonata per viola, mentre viaggiava in treno, eseguendola la sera stessa in concerto a Chicago. Uno dei lavori per viola più significativi di Hindemith è il concerto Der Schwanendreher, la cui prima si tenne il 14 ottobre 1935 ad Amsterdam. La prima inglese del concerto fu annullata per la morte del re Giorgio V del Regno Unito nel giorno precedente, e il concerto fu sostituito con un'esecuzione della Trauermusik per viola e orchestra, composta da Hindemith in poche ore nel giorno della morte del sovrano ed eseguita il giorno successivo.

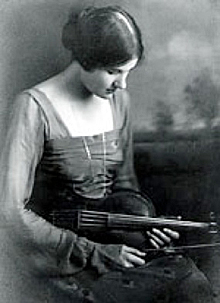
Rebecca Clarke nel 1919

Altri lavori tedeschi significativi per viola furono le 2 sonate per viola e pianoforte op. 103 (1939) e le Weihnachts-Sonate per viola e organo op. 137 (1944) di Otto Siegl, il Concertino per viola e orchestra da camera op. 16 (1928) e le sonate per viola (1922, 1955) di Ottmar Gerster, il concerto per viola (1954) di Boris Blacher, il concerto per viola (1956) di Karl Amadeus Hartmann, il concerto per viola (1967), le sonate (1955, 1957) e la sonatina (1973) di Harald Genzmer, la sonata per viola (1964) di Karl Haidmayer, la sonata di Hans Werner Henze, le sonate per viola op. 12 (1922), la sonata per viola d'amore (1932), la sonata per viola e flauto (1940) e la sonata per viola sola (1947) di Walter Jesinghaus.
Violista e compositore inglese è stato Cecil Forsyth, autore anche di un concerto per viola. La viola è impiegata da Claude Debussy nella sua sonata per flauto, viola e arpa, che ha ispirato in seguito altre composizioni analoghe.
Altra grande violista e compositrice inglese è stata Rebecca Clarke, una delle prime donne orchestrali di professione e una delle più importanti compositrici inglesi nel periodo tra le due guerre mondiali. Celebri sono la sua Sonata per viola, il duo con pianoforte Morpheus e diversi piccoli pezzi per viola e pianoforte, tra i quali la Passacaglia on an Old English Tune e altri ispirati ad antiche musiche britanniche. Nonostante l'elevata qualità della sua musica, Rebecca Clarke ha però scritto poco e pubblicato pochissimo, principalmente a causa delle discriminazioni di genere all'epoca in ambito compositivo, e la sua musica è stata riscoperta solo intorno al 1976.
Altra violista donna di successo è stata Lillian Fuchs, tra le massime interpreti della prima metà del Novecento e dedicataria di diverse composizioni di Bohuslav Martinů, Jacques de Menasce, Quincy Porter e Vittorio Rieti. Anch'essa era inoltre compositrice e ha scritto la Sonata Pastorale per viola sola, oltre a diverse raccolte di studi.

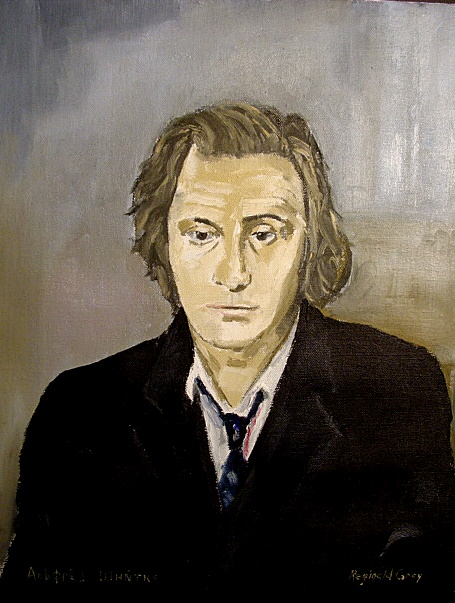
Al'fred Šnitke, ritratto ad opera di Reginald Gray presso la collezione del Royal College of Music

In Israele molti compositori sono stati influenzi da Ödön Pártos, grande violista e compositore ungaro-israeliano e autore di diverse composizioni significative, tra le quali due concerti per viola (1949, 1957), Yiskor (in memoriam) per viola e orchestra (1947), Song of Praise (canto di lode, 1949), Orienta Ballada per viola e orchestra (1956), Agada (leggenda) per viola, percussioni e pianoforte (1960), Shiluvim (fusione) per viola e piccola orchestra (1970).
Elliott Carter è stato autore di diverse notevoli composizioni per viola, tra le quali la sua Elegia per viola e pianoforte (1943), successivamente trascritta per clarinetto. Ernest Bloch, compositore statunitense di origini svizzere, noto per le sue composizioni ispirate da musiche ebraiche, amava la viola e ha scritto alcune significative composizioni per essa, tra le quali il Concertino per flauto, viola e archi, la Suite hebraïque per viola e orchestra e la Suite per viola sola. Nino Rota ha scritto due sonate per viola (in sol maggiore e do maggiore) e un intermezzo per viola e pianoforte. Una composizione di primo piano del repertorio cameristico è la sonata per viola e pianoforte di Dmitrij Šostakovič, scritta nel 1975. È stata l'ultima composizione del maestro russo, che l'ha terminata in ospedale pochi giorni prima di morire.
Un'ulteriore fioritura del repertorio violistico si ha nel tardo Novecento, e molti grandi compositori hanno scritto concerti per viola, come Miklós Rózsa, Revol Bunin, Al'fred Šnitke, Sofija Gubajdulina, Giya Kancheli e Krzysztof Penderecki. György Ligeti ha scritto una sonata per viola sola, dedicata a Tabea Zimmermann. Il compositore statunitense Morton Feldman ha scritto una serie di composizioni con viola concertante, intitolate The Viola in My Life.
Nella musica spettrale la viola è stata oggetto di interesse per via dei suoi armonici più facilmente udibili rispetto a quelli del violino. Compositori spettrali come Gérard Grisey, Tristan Murail e Horațiu Rădulescu hanno scritto composizioni solistiche per viola.

### Musica tradizionale

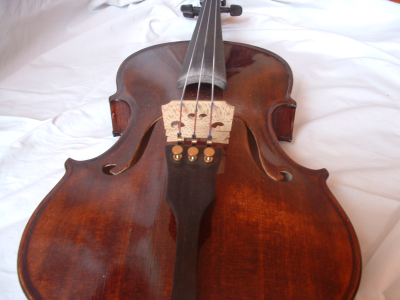
Una kontra, viola a tre corde impiegata nella musica folk ungherese e rumena. Si nota il ponticello piatto, che facilita l'esecuzione degli accordi.

La viola è impiegata nella musica tradizionale, sebbene in misura minore rispetto al violino. Ha un ruolo di accompagnamento armonico di rilievo nella musica tradizionale slovacca, ungherese e rumena, specialmente nella Transilvania, dove si usano viole a tre corde dette contra in rumeno e kontra o háromhúros brácsa in ungherese (dal tedesco Bratsche, "viola"). Sono tipicamente accordate sol-re-la (senza il do basso, con il la un'ottava sotto l'accordatura della viola standard) ed un ponte piatto, che permette di eseguire facilmente gli accordi ma rende più difficile l'esecuzione di linee melodiche, solitamente affidate al fiddle o al violino Stroh. Una delle formazioni tipiche della musica transilvana è il trio d'archi formato da violino, kontra e contrabbasso, cui spesso si aggiunge un cimbalom.

### Pop, rock, jazz e cinema

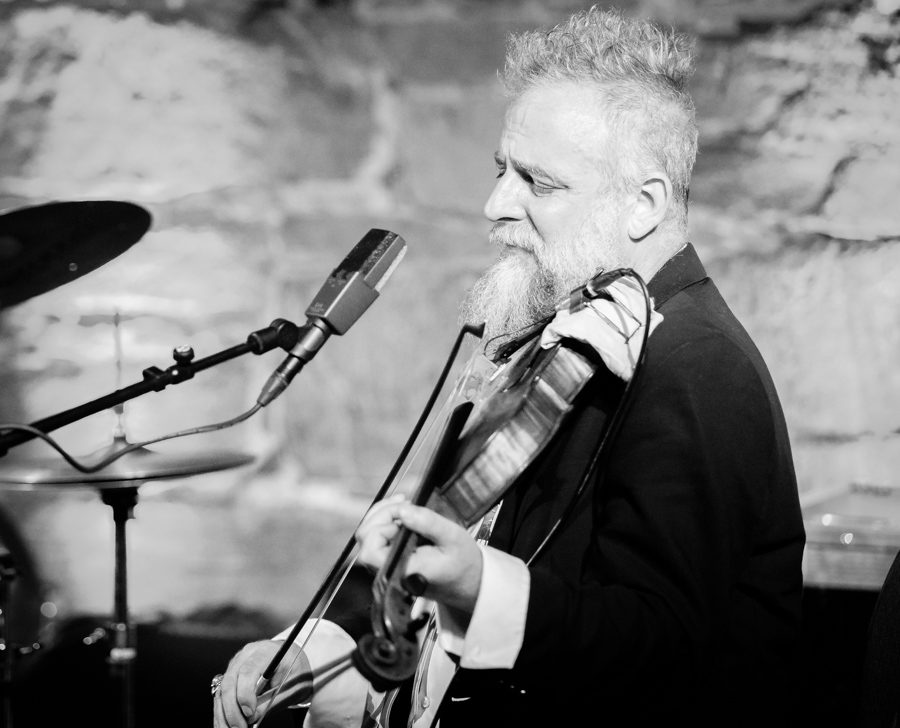
Mat Maneri alla viola, Kongsberg Jazzfestival, 6 luglio 2018

È abbastanza inusuale trovare strumenti ad arco individuali come violino o viola in questi generi, in quanto vengono facilmente coperti dagli ottoni o dagli strumenti elettrici.
La viola trova a volte impiego nella musica pop, principalmente nelle correnti d'avanguardia. Inoltre lo strumento, fornito di pick-up e amplificatori o nella variante elettrica, è stato utilizzato anche nel rock. John Cale, componente dei Velvet Underground, è uno dei musicisti più conosciuti tra quelli che hanno usato viole elettriche, sia nel suo lavoro da solista che nei dischi della band (per esempio, in Venus in Furs e Heroin). La viola elettrica è stata impiegata anche dai Coil negli ultimi cinque anni della loro produzione artistica, caratterizzati da grande ricerca e sperimentazione di nuove sonorità. La viola è impiegata dal gruppo alternative rock 10,000 Maniacs (nei quali suona e canta la violista Mary Ramsey), dai Flobots (la violista del gruppo è Mackenzie Gault), dai British Sea Power (con Abi Fry) e dagli Hangedup (duo formato da Gen Heistek alla viola e Eric Craven alle percussioni).
La viola ha trovato impiego in minore misura nel jazz, principalmente in maniera marginale nelle sezioni di archi delle orchestre jazz di inizio Novecento o nei quartetti degli anni Sessanta. Tra i solisti, sono piuttosto noti Eric Golub, Judith Insell  e il violinista jazz Csaba Deseo. Clarence "Gatemouth" Brown è stato un significativo violista blues.
Anche nella musica per il cinema la viola ha avuto posto come solista, ed è uno dei tratti distintivi impiegati da Ennio Morricone in varie colonne sonore, come in Romeo e Giulietta, Mosè, I promessi sposi e Marco Polo.

## Posizione sociale
Come già detto il ruolo della viola, e quindi dei violisti, ha goduto di assai poca rilevanza tra il Settecento e l'inizio del Novecento, trovando una rivalutazione solo nel corso del XX secolo. Tuttavia anche in precedenza, nonostante la scarsa considerazione per lo strumento e il ruolo subalterno dei suoi esecutori, molti grandi musicisti hanno sviluppato verso essa un particolare interesse. Benché ciò spesso non si sia tradotto in una produzione compositiva, tra i musicisti che nelle varie epoche si sono dedicati anche alla viola si possono annoverare molti nomi eccellenti.

### Bach

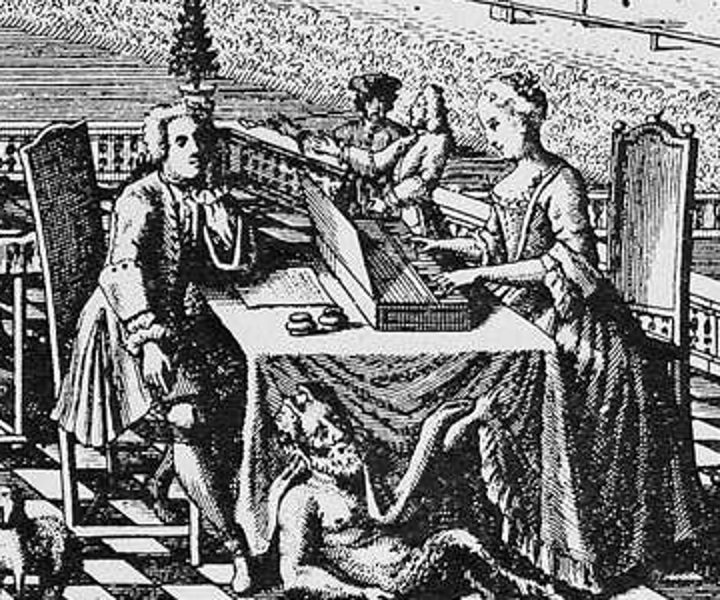
Particolare di una stampa del 1736, che si presume ritragga Anna Magdalena Bach con il marito Johann Sebastian.

È riportato che Johann Sebastian Bach, ottimo tastierista e violinista, in orchestra prediligesse suonare la viola, in quanto la parte gli permetteva di essere al centro dell'armonia e di goderne appieno. Nella prima biografia di Bach, redatta da Johann Nikolaus Forkel e pubblicata nel 1802, è annotato:
(Forkel, p. 46)
Un'altra testimonianza proviene dalla seconda moglie di Bach, Anna Magdalena, che riporta: “Qualunque problema ci fosse [durante i primi anni come Thomaskantor], esso non trovava posto nella nostra casa. I problemi erano all'esterno, e ivi rimanevano quando Sebastian sedeva alla tastiera o prendeva la sua viola.”.
All'epoca di Bach la posizione sociale dei violisti era piuttosto bassa. Tra i musicisti di corte che suonavano strumenti della famiglia del violino, evoluzione di umili strumenti da danza, solo il primo o le spalle dei violini avevano raggiunto un grado distinto nella gerarchia musicale. I violisti erano invece in una posizione molto più umile ed erano tenuti in scarsa considerazione, al punto che raramente figuravano negli stessi registri di corte segnati come "musicisti di ripieno" o al più come "musicisti da camera alla viola". Lo strumento non era associato a niente di nobile, al massimo poteva essere avvicinato alla musica da birreria e alla cultura popolare. Alcuni autori arrivano a speculare che l'interesse di Bach nel suonare la viola in orchestra non fosse solo legato al porsi al centro dell'armonia, ma anche al fatto di calarsi e immedesimarsi nella posizione sociale più umile e meno desiderabile dell'orchestra.

### Mannheim
Verso la metà del Settecento uno dei centri più importanti d'Europa per la musica era Mannheim, sede anche di una tra le prime orchestre sinfoniche (rinomata per il suo altissimo livello, al punto da essere definita come "un esercito di generali") e luogo nel quale la sinfonia classica si è principalmente sviluppata. In questo ambiente di alto livello la viola aveva posto come solista e diversi compositori scrissero musica per viola: tra i principali violisti vi erano i membri della famiglia Stamitz, in particolare Johann e i suoi figli Carl e Anton. Carl è stato uno tra i più influenti compositori della scuola di Mannheim e grande solista di viola, e Forkel riporta commenti lusinghieri sulla sua abilità e il suo buon gusto nel suonarla.

### Mozart

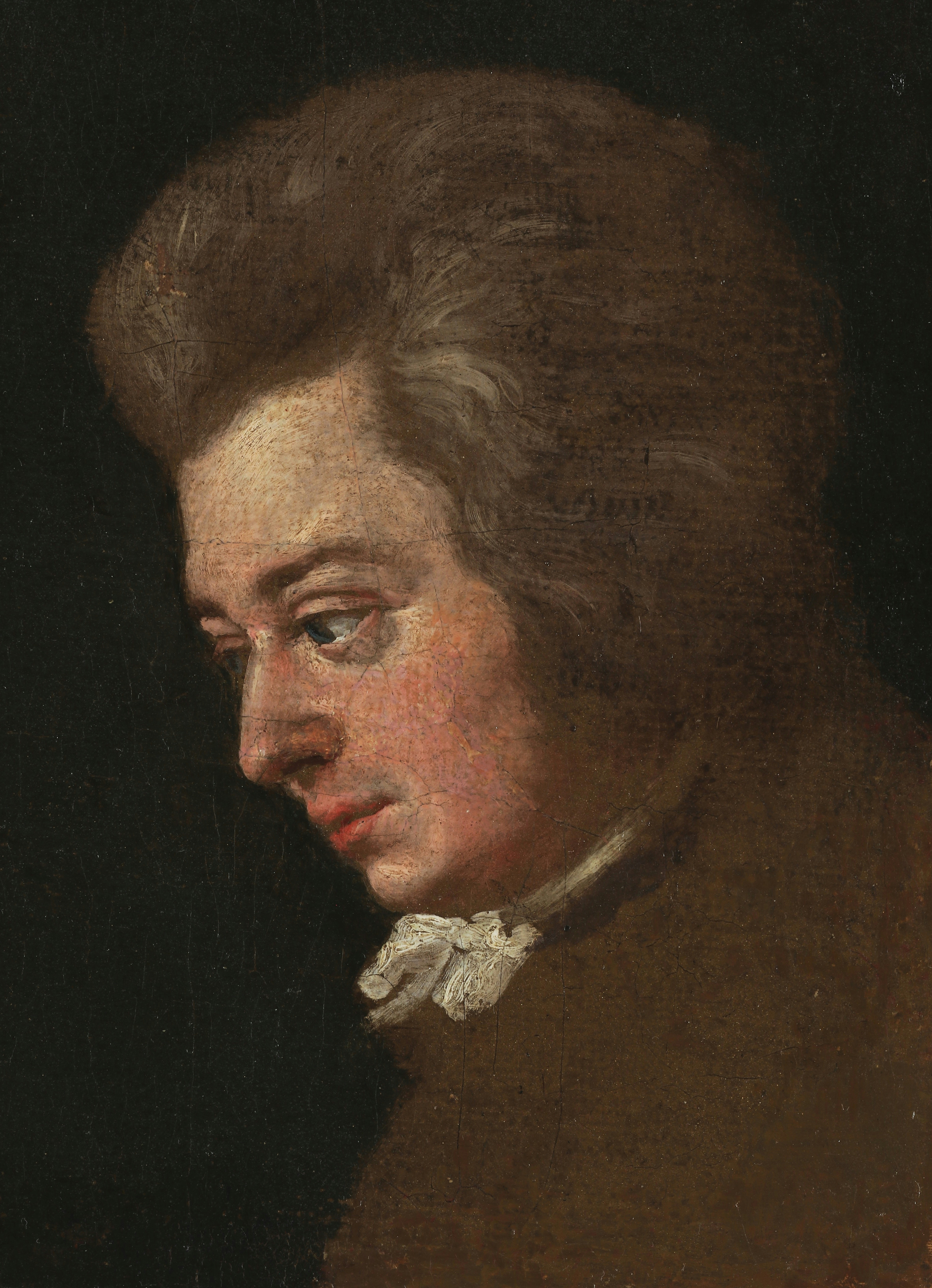
Dettaglio di un incompleto ritratto di Mozart (Joseph Lange, 1782).

Anche la figura di Mozart è fortemente legata allo strumento. Egli, con il suo lavoro compositivo, ha contribuito in maniera significativa a riqualificarne il ruolo musicale, ma oltre a ciò prediligeva anche suonarla di persona nei concerti, sia nelle esibizioni cameristiche sia in quelle solistiche, come ad esempio nelle esecuzioni della Sinfonia concertante. Il Mozarteum conserva una viola che si ritiene sia stata posseduta e suonata da Mozart: non è noto da chi sia stata realizzata e si tratta di uno strumento nato come tenore e ridotto di dimensioni successivamente, probabilmente nei primi anni del XIX secolo.
Si hanno alcune notizie circa una presunta seconda viola posseduta da Mozart. Lo strumento è citato nel catalogo d'asta di un antiquario londinese, Otto Haas, intorno al 1937. Mozart avrebbe venduto lo strumento al professor Zizius, dell'Università di Vienna, dal quale sarebbe passata per diversi proprietari, elencati dal venditore, prima di arrivare al negozio di Haas. Il venditore riporta il testo dell'etichetta, che tuttavia è molto sospetta; non è noto il destino successivo dello strumento.

### Beethoven
Beethoven da giovane ha suonato la viola per tre anni, dal 1789, nelle due orchestre di Bonn (del teatro e della cappella di corte). In quel periodo infatti suo padre, alcolista, non era più in grado di sostenere economicamente la famiglia e il diciannovenne Beethoven si manteneva con il lavoro di violista orchestrale. Suonava una viola Sebastian Dallinger del 1780 circa; lo strumento è poi passato a Franz Anton Ries, suo insegnante di violino e membro della cappella, e in seguito ha continuato ad essere utilizzato e ha subito diversi lavori di manutenzione (cambio del manico, della tastiera, dei piroli e della cordiera). La viola è ora esposta presso la Beethoven-Haus, il museo presso la casa natale del compositore. Anche Rossini, contemporaneo di Beethoven, da giovane ha suonato la viola in teatro.

### Paganini
Niccolò Paganini ha sviluppato un forte interesse per la viola: tra il 1832 e il 1834 l'ha suonata molto spesso, sia in formazioni cameristiche (in trio con Robert Lindley al violoncello e Mendelssohn al pianoforte) sia come strumento solistico. Paganini prediligeva viole di grandi dimensioni e dalla sonorità profonda, e nelle sue esibizioni londinesi usava uno strumento molto grande, ottenuto in prestito da Luigi Guglielmo Germi. Le dimensioni notevoli di questo strumento non sono esattamente note ma si ritiene che dovessero essere non inferiori ai 45,7 cm, in quanto lo costringevano a suonare con il braccio sinistro disteso, nonostante avesse braccia e dita lunghe; tale esemplare era soprannominato per tale motivo da Paganini contro viola.
I numerosi concerti che tenne alla viola non suscitarono però grande entusiasmo nel pubblico, evidentemente non abituato e pronto ad ascoltare concerti per viola solista: nonostante gli venissero riconosciuti gran merito e bravura anche alla viola, i critici sostenevano ad esempio sul Times che avrebbe fatto meglio a continuare ad esibirsi sul violino, invece di "deviare" sulla viola sulla quale osservavano che, nonostante la grande intensità e ricchezza dei passi nel registro grave, le parti brillanti nel registro acuto non erano abbastanza chiare e morbide né completamente padroneggiate.

### Condizione subalterna
Nonostante l'interesse di queste grandi figure musicali, non mancano le testimonianze di quanto la posizione di violisti fosse umile tra il Settecento e l'inizio del Novecento. Un importante riferimento è presente nel noto trattato  Versuch einer Anweisung die Flöte traversiere zu spielen, di Quantz. Egli riferisce che la viola era solitamente tenuta in scarsa considerazione nell'orchestra e la sua parte era spesso affidata a principianti oppure musicisti incapaci di suonare bene il violino; i musicisti abili erano scoraggiati dal suonarla per via degli scarsi vantaggi che offriva. Quantz suggeriva tuttavia che per realizzare un accompagnamento orchestrale senza difetti fosse necessario avere dei violisti il cui livello tecnico fosse pari almeno a quello dei secondi violini. Dal Settecento infatti in orchestra i violisti erano spesso delegati ad eseguire parti più facili rispetto alle altre sezioni degli archi, per via del già esposto atteggiamento dei compositori galanti, dai quali la viola era sottovalutata e sfruttata al più come mero ripieno armonico. Gli standard qualitativi richiesti ai violisti erano spesso, per tale motivo, inferiori a quelli dei violini e la viola diveniva uno strumento di ripiego o uno strumento per violinisti incapaci. Tale condizione dura ancora fino alla fine dell'Ottocento e ai primi del Novecento; in un altro noto trattato, quello di Wagner sulla direzione d'orchestra, il celebre compositore riferisce la condizione mediamente disastrosa della viola in orchestra ai suoi tempi, suonata quasi esclusivamente da violinisti incompetenti, e perciò incapaci di eseguire i passi delle sue opere.
La posizione subalterna si riflette anche nelle barzellette sui violisti. Esse sono infatti molto radicate nella goliardia orchestrale, che vede i violisti come gli stupidi per eccellenza dell'orchestra, idealizzati come personaggi inetti ed incapaci. Tale visione umoristica e le barzellette ad essa associate sono nate probabilmente nel XVIII secolo e riflettevano l'effettivo ruolo inferiore dei violisti orchestrali all'epoca, alla cui condizione di inferiorità veniva associata incapacità e diventavano oggetto d'ilarità e scherno. È espressione di un meccanismo di difesa sociale consistente nel proiettare su un gruppo designato gli impulsi negativi; il meccanismo che porta all'individuazione in un ambiente di un particolare soggetto o gruppo come oggetto di derisione avviene anche in altri contesti, ed è legato all'associazione ad essi di un insieme di caratteristiche o atteggiamenti ritenuti negativi; nel caso della musica, si tratta ad esempio della scarsa intonazione, del non andare a tempo, la scarsa abilità tecnica e il possesso di strumenti di poco pregio. In altri contesti musicali avvengono fenomeni analoghi, ad esempio nel mondo del jazz il ruolo delle "vittime" dell'ilarità è in genere ricoperto dai suonatori di banjo. Le barzellette sui violisti sono radicate nella cultura orchestrale senza confini geografici, sono presenti in varie lingue e vengono riportate in ambienti di vario livello, al punto che vengono raccontate da violisti come Bašmet e una selezione di barzellette era pubblicata anche in ogni numero della rivista Classical Music.

### Riqualificazione
Nei primi anni del Novecento la posizione della viola è stata riqualificata grazie al contributo di grandi musicisti e compositori. Grandi esecutori come Lionel Tertis, Paul Hindemith e William Primrose si sono affermati come solisti, spezzando il circolo vizioso che vedeva la viola come strumento dalle scarse qualità, per la quale non si scriveva musica, e ciò scoraggiava ulteriormente i musicisti competenti dal suonarla. La grande abilità di questi musicisti ha permesso di conoscere le qualità dello strumento, fino ad allora sostanzialmente ignorate, stimolando la produzione compositiva (Hindemith stesso era un celebre compositore, mentre Tertis e Primrose sono stati dedicatari di tantissime composizioni) e ha incoraggiato lo studio dello strumento, che finalmente offriva concrete possibilità musicali e non si configurava più come un ripiego per violinisti incapaci. In questo modo è aumentato il rispetto nei confronti dei violisti, che hanno trovato una loro identità nel mondo musicale.
Parallelamente al grande sviluppo del repertorio nel Novecento, è aumentata notevolmente anche la preparazione tecnica media dei violisti; Forsyth annota che, al suo tempo, era conclusa l'abitudine di selezionare i violisti tra i violinisti troppo incompetenti o troppo anziani. È aumentato molto il numero delle donne che si dedicavano allo studio della viola (nonostante alcuni autori sottolineassero ancora le difficoltà legate alle misure dello strumento, dovute alla dimensione della mano femminile mediamente più piccola rispetto a quella maschile) e soprattutto è cresciuto il numero di violisti che hanno cominciato subito a studiare musica sulla viola, non passando ad essa dopo aver studiato violino, cosa quasi impensabile in precedenza.
Il ruolo del violista è stato oggetto anche di considerazioni di tipo psicanalitico. Il direttore ungherese Arthur Nikisch sosteneva che ci fosse una relazione tra la psiche di un musicista e lo strumento, ed egli riteneva i violisiti persone calme e serene.  Anche il violinista Henry Ellis Dickson, primo violino della Boston Symphony Orchestra per 49 anni, definiva i violisti come i musicisti meno problematici dell'orchestra. Lo psicanalista statunitense Ralph Greenson, violinista per diletto, riteneva il violista "uomo medio", in contrasto con il violinista "primadonna", il violoncellista "bon vivant" e il contrabbassista "becchino"; secondo lui, il violista non è tagliato per la corsa al primo leggio, motivo per il quale ha abbandonato il violino in passato, prediligendo piuttosto la musica da camera, che offre maggiori possibilità al suo strumento. Il critico e storico musicale Irving Kolodin disse a proposito dei violisti: "Come violista principiante, ritengo naturalmente tutti gli altri violisti tipi studiosi che non hanno nelle dita la facilità da sparanote che rende agili i primi violini, ma hanno migliore lettura, hanno sentito più musica e sono, in tutto, uomini di gusto superiore.".

## Ricerca e associazioni

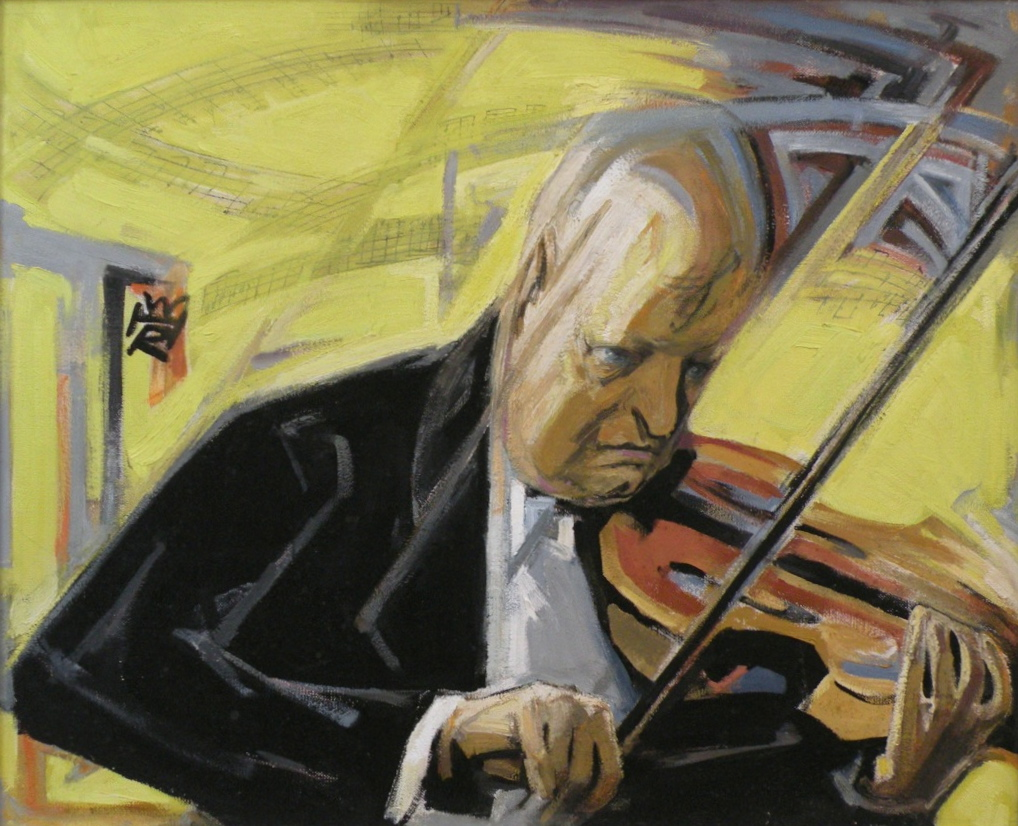
Paul Hindemith mit Bratsche (Paul Hindemith con viola), ritratto di Rudolf Heinisch (1956).

L'interesse di esecutori e compositori per la viola, fiorito nel XX secolo, ha portato un maggiore studio di ricerca e la nascita di diverse associazioni a suo sostegno. Un primo tentativo si deve a Paul Hindemith e Vadim Borisovskij, che nel 1927 hanno proposto la formazione di un'associazione, la Violists' World Union, che però non si è effettivamente concretizzata. Due anni dopo Wilhelm Altmann, noto storico e ricercatore, ha cominciato la pubblicazione della rivista Die Bratsche (La viola), proponendo anch'egli la fondazione di un'associazione. Le sue iniziative non hanno riscosso grande interesse e la pubblicazione è stata di breve durata, anche a causa della situazione politica tesa e dei problemi più gravi che incombevano all'epoca. Un primo passo significativo è stato però la pubblicazione della Literaturverzeichnis für Bratsche und Viola d'amore, curata da Altmann e da Borisovskij, il primo catalogo a raccogliere la musica per viola e viola d'amore.
I primi risultati significativi dovranno attendere il 1968, quando Franz Zeyringer e Deitrich Bauer hanno fondato la Viola-Forschungsgellschaft, che sarebbe poi divenuta l'attuale International Viola Society (IVS). La IVS conta diciannove sezioni sparse in tutto il mondo, la più grande delle quali è la American Viola Society (AVS), fondata nel 1971 sotto il nome iniziale di Viola Research Society. La AVS è editrice del Journal of the American Viola Society (JAVS), organizza e finanzia concorsi internazionali molto importanti, come la David Dalton Viola Research Competition e la Primrose International Viola Competition.
Dagli anni sessanta del Novecento sono apparse le prime importanti pubblicazioni di ricerca sullo strumento, a partire dalla Literatur für Viola di Franz Zeyringer, ripubblicata in diverse edizioni, l'ultima nel 1985. Risale al 1980 la pubblicazione del primo testo comprensivo di storia della viola, la History of the Viola di Maurice Riley (presidente della AVS dal 1981 al 1986), arricchita nel 1991 da un secondo volume complementare. La IVS ha pubblicato dal 1979 al 1994 un annuario, e molte sue sezioni hanno pubblicato newsletter.
L'archivio ufficiale di materiale della IVS e della AVS è il Primrose International Viola Archive (PIVA), presso la Harold B. Lee Library, nel complesso della Brigham Young University. L'archivio è nato nel 1972 a partire dalla raccolta di spartiti di William Primrose ed è notevolmente cresciuto con l'acquisizione di altre collezioni e l'acquisto di documenti, libri e spartiti; raccoglie molto materiale tra musica stampata, strumenti, registrazioni, documentari e materiale d'archivio.

## Concorsi
I concorsi per altri strumenti, come il violino e il pianoforte, hanno una lunga tradizione, consolidatasi nel corso del Novecento. Per sopperire le carenze della viola in questo settore, divenute evidenti soprattutto con la rivalutazione solistica dello strumento nel corso del Novecento (principalmente da Tertis in poi), nel 1979 la American Viola Society ha istituito la Primrose International Viola Competition (PIVC), primo concorso nel suo genere, cui sarebbero seguiti rapidamente il mannese Lionel Tertis International Viola Competition, istituito nell'anno successivo e tenutasi regolarmente a cadenza triennale, e il francese Maurice Vieux International Viola Competition, nato nel 1983. La PIVC si svolge con regolarità dal 1987, spesso in concomitanza con il North American Viola Congress. L'evento è diventato triennale dal 2005 ed è aperto ai violisti di ogni nazionalità, al di sotto dei trenta anni di età.
Successivamente sono nati altri concorsi violistici prestigiosi indipendenti dalla IVS e dalla AVS, come la Tokyo International Viola Competition, evento triennale istituito nel 2009. Si tratta del primo concorso asiatico dedicato esclusivamente alla viola e si tiene in concomitanza con il Viola Space, un festival violistico triennale fondato nel 1992 da Nobuko Imai. Nel 2013 anche la Jan Rakowski Viola Competition, nata nel 1975 con cadenza quinquennale, è divenuta per la prima volta un concorso internazionale, aprendo la partecipazione ai musicisti non polacchi.
La AVS ha istituito diversi altri concorsi, per stimolare e sostenere i vari aspetti dello studio violistico. Dal 1999 organizza annualmente il David Dalton Viola Research Competition, un concorso aperto ai ricercatori che possono sottoporre i loro articoli sulla storia dello strumento, della sua didattica o del suo repertorio; i vincitori vengono scelti in base alla significatività della loro ricerca e alla qualità espositiva e vedono i loro articoli pubblicati nel JAVS. Nel 2010 la AVS ha istituito la Maurice Gardner Composition Competition, un concorso biennale di composizione di musica per viola. Nel 2013 la AVS ha organizzato anche un concorso di esecuzione di passi orchestrali, aperto ai giovani violisti (tra i 18 e i 28 anni) e volto a stimolare la preparazione degli studenti alle audizioni e al mercato del lavoro musicale, nel quale non solo i vincitori ma tutti i partecipanti ricevono un giudizio scritto in merito all'esecuzione.